# 27. März
Der 27. März ist der 86. Tag des gregorianischen Kalenders (der 87. in Schaltjahren), somit verbleiben 279 Tage bis zum Jahresende.

## Ereignisse

### Politik und Weltgeschehen

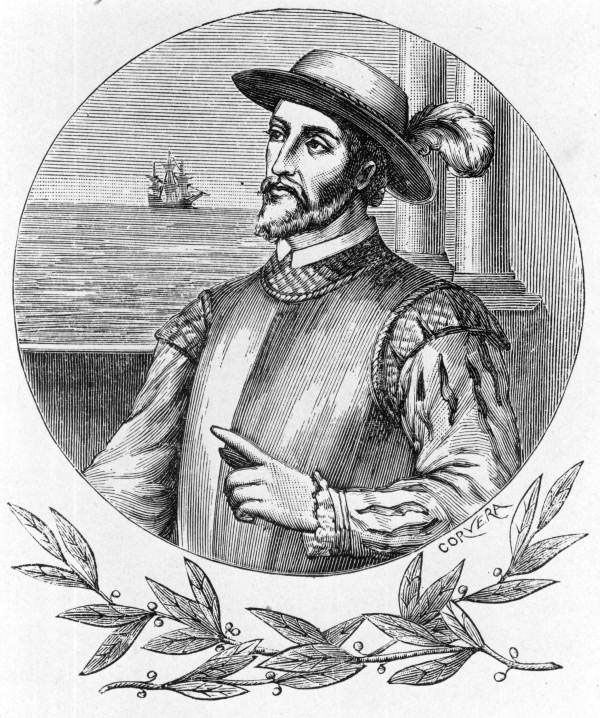
1513: Juan Ponce de León

- 1513: Der spanische Entdecker Juan Ponce de León sichtet als erster Europäer Florida, das er für eine Insel hält.

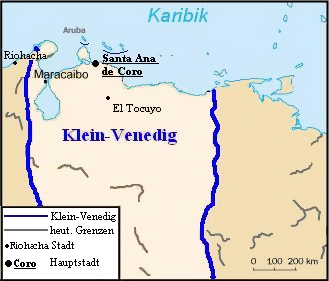
1528: Klein-Venedig

- 1528: Im Vertrag von Madrid überlässt Kaiser Karl V. den Welsern Klein-Venedig, das heutige Venezuela, als Pfand für ihm gewährte Kredite. Bartholomäus V. Welser schickt noch im gleichen Jahr eine Expedition in die Kolonie.
- 1625: Durch den Tod Jakobs I. wird sein Sohn Karl I. neuer König in England, Schottland und Irland.
- 1641: Truppen der Katholischen Liga unter Franz von Mercy besiegen im Dreißigjährigen Krieg die schwedische Nachhut bei Neunburg vorm Wald.
- 1794: Der US-Kongress beschließt den Bau von sechs Fregatten und gründet mit der United States Navy eine Marinestreitkraft.
- 1802: Großbritannien auf der einen Seite und das napoleonische Frankreich, Spanien und die Batavische Republik auf der anderen Seite unterschreiben den Frieden von Amiens zur Beendigung des Zweiten Koalitionskrieges. Großbritannien muss alle kolonialen Eroberungen zurückgeben, während Frankreich Ägypten, Neapel und den Kirchenstaat räumt.
- 1808: Der bayerische König Maximilian I. Joseph gründet das Bayerische Kriegsministerium zur Konzentration aller militärischen Angelegenheiten.
- 1813: König Friedrich Wilhelm III. von Preußen erklärt Frankreich in den Befreiungskriegen den Krieg. Es ist die zweite Kriegserklärung an Napoleon Bonaparte.

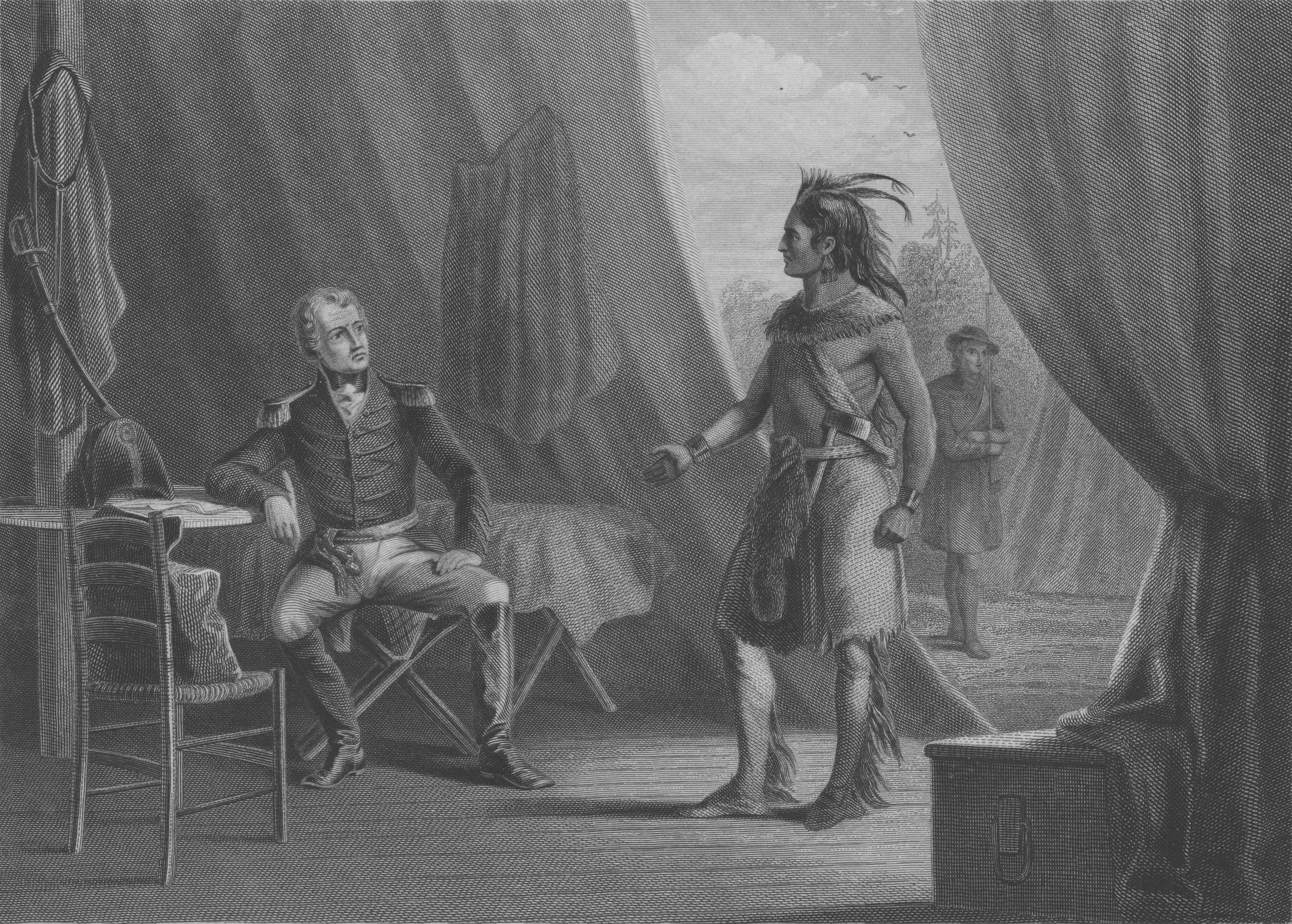
1814: Jackson nach der Schlacht

- 1814: US-Truppen unter General Andrew Jackson besiegen die aufständischen Creek-Indianer unter Häuptling Menawa in der Schlacht am Horseshoe Bend am Tallapoosa-Fluss in Alabama.
- 1836: Im Texanischen Unabhängigkeitskrieg befiehlt der mexikanische General Antonio López de Santa Anna das Massaker von Goliad, bei dem schätzungsweise 342 gefangene Texaner getötet werden.

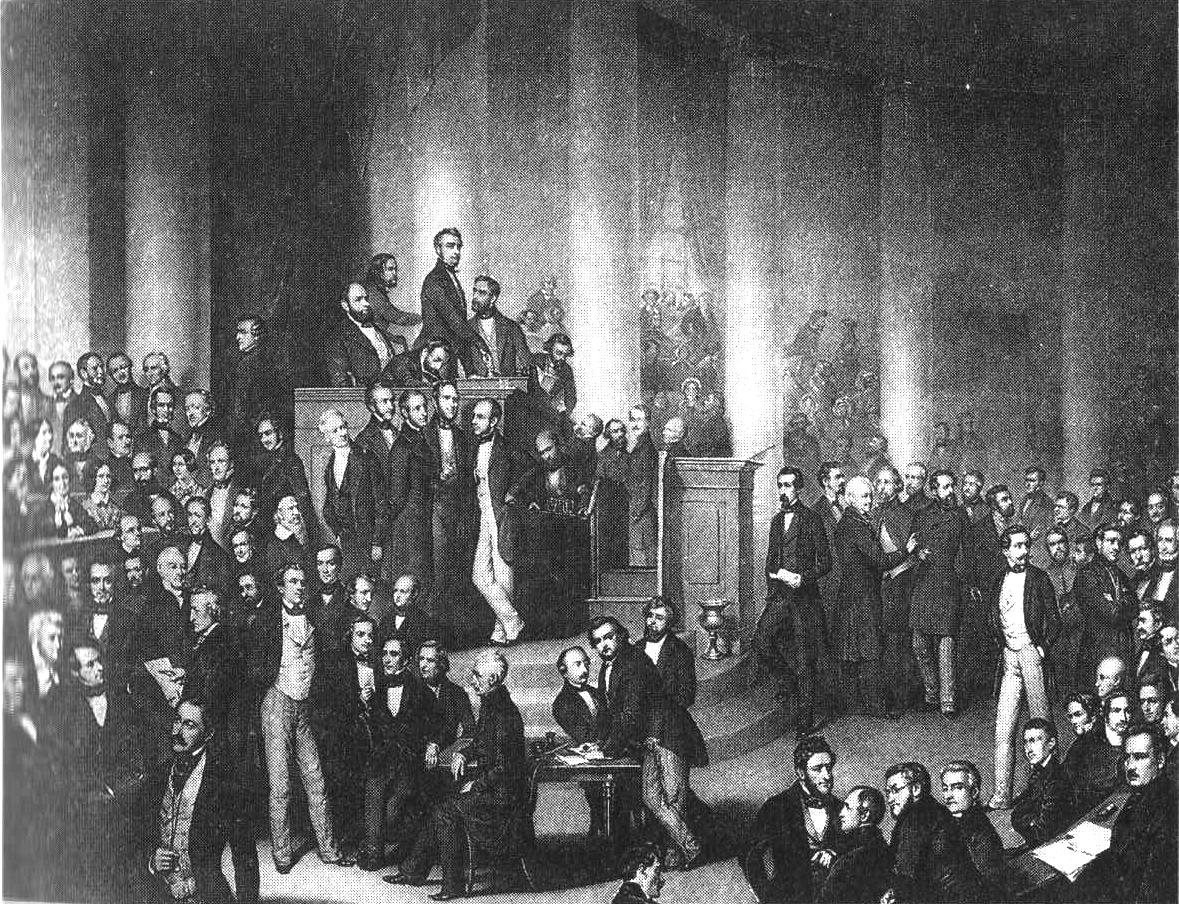
1849: Frankfurter Nationalversammlung

- 1849: Die Frankfurter Nationalversammlung beschließt während der Deutschen Revolution die Paulskirchenverfassung, die erste demokratische Verfassung Deutschlands. Sie tritt mit ihrer Verkündung am nächsten Tag in Kraft, kann jedoch nie durchgesetzt werden.
- 1852: Ein Dekret Napoleons III. hebt in Frankreich die Strafarbeit in Bagnos auf. Verurteilte Strafgefangene werden stattdessen zur Arbeit in Strafkolonien deportiert.
- 1854: Herzog Karl III., wegen seines Willkürregimes in der Bevölkerung verhasst, wird in Parma auf offener Straße von einem Unbekannten niedergestochen.
- 1879: Im Salpeterkrieg erobert Chile die Stadt Cobija und schneidet seither Bolivien vom Zugang zum Pazifik ab.
- 1884: Der Dreikaiserbund, ein am 18. Juni 1881 abgeschlossenes geheimes Neutralitätsabkommen zwischen dem Deutschen Reich, Österreich-Ungarn und Russland, wird ungeachtet der Spannungen zwischen Wien und St. Petersburg verlängert.
- 1891: Der bulgarische Finanzminister Christo Beltschew wird von bulgarischen Nationalisten aus Makedonien erschossen.
- 1917: Deutsche Soldaten sprengen in der Picardie trotz zahlreicher Proteste von Historikern auf beiden Seiten den Donjon der Burg Coucy, einer der bedeutendsten mittelalterlichen Feudalburgen in Europa.

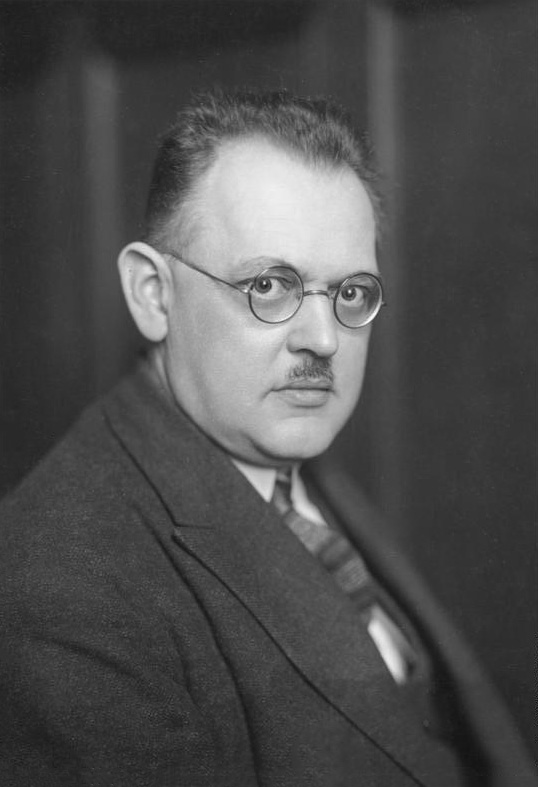
1920: Hermann Müller

- 1920: Das Kabinett Bauer muss als Folge des Kapp-Putsches zurücktreten. Nachfolger von Gustav Bauer als Reichskanzler der Weimarer Republik wird der bisherige Außenminister Hermann Müller. Das Kabinett Müller I bleibt jedoch nur bis zum 21. Juni im Amt.
- 1933: Japan erklärt seinen Austritt aus dem Völkerbund. Vorausgegangen war der Lytton-Report über den Mukden-Zwischenfall, wonach Japan ohne Kriegserklärung chinesisches Territorium in der Mandschurei besetzt habe. Die völkerrechtliche Anerkennung des von Japan geschaffenen Marionettenstaats Mandschukuo wird dadurch verhindert.
- 1933: In Braunschweig findet der „Stahlhelm-Putsch“ statt. Das NS-Regime des Freistaates versucht damit, den Stahlhelm, Bund der Frontsoldaten auszuschalten.
- 1941: Zwei Tage nach dem Beitritt Jugoslawiens zum Dreimächtepakt wird die Regierung von Prinzregent Paul gestürzt. Der neue Machthaber Dušan Simović annulliert den Beitritt zu den Achsenmächten des Zweiten Weltkriegs und lässt Prinz Peter II. für volljährig und damit regierungsfähig erklären.

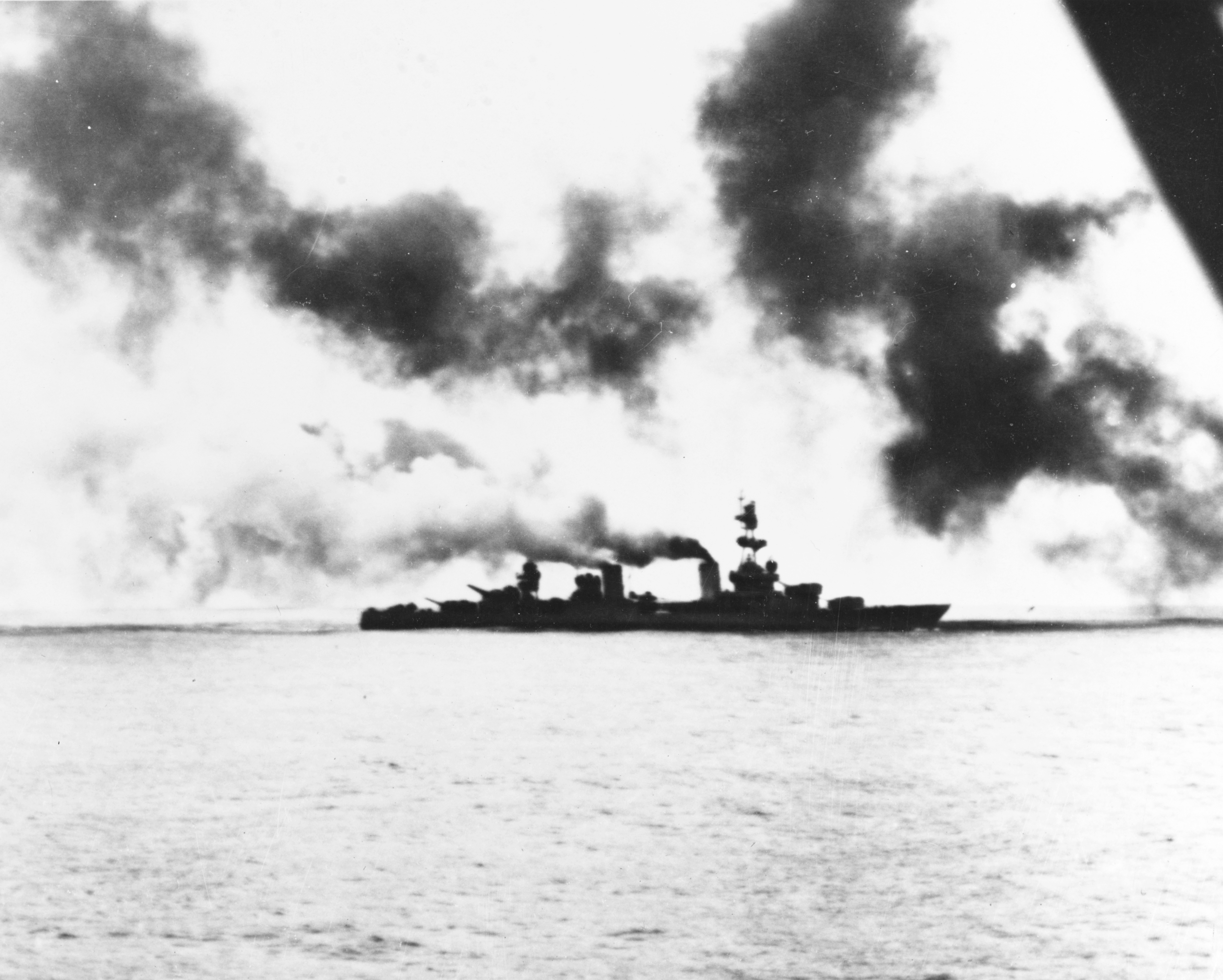
1943: Seeschlacht bei den Komandorski-Inseln

- 1943: Während der Schlacht um die Aleuten im Pazifikkrieg kommt es zur Seeschlacht bei den Komandorski-Inseln. Sie endet zwar mit einem taktischen Unentschieden, jedoch gelingt es den USA, den Nachschub zum japanisch besetzten Attu zu unterbinden.
- 1943: Die Streitkräfte der Achsenmächte werden in Tunesien gezwungen, die Mareth-Linie aufzugeben und sich nach Norden zurückzuziehen.
- 1952: In München scheitert ein Attentat von ehemaligen  Mitgliedern des 1948 aufgelösten rechts-zionistischen Irgun Zwai Leumi auf den deutschen Bundeskanzler Konrad Adenauer mit dem mutmaßlichen Ziel, die Wiedergutmachungsverhandlungen der Bundesrepublik mit Israel zu stoppen. Bei der Explosion einer Briefbombe kommt der Beamte Karl Reichert ums Leben.

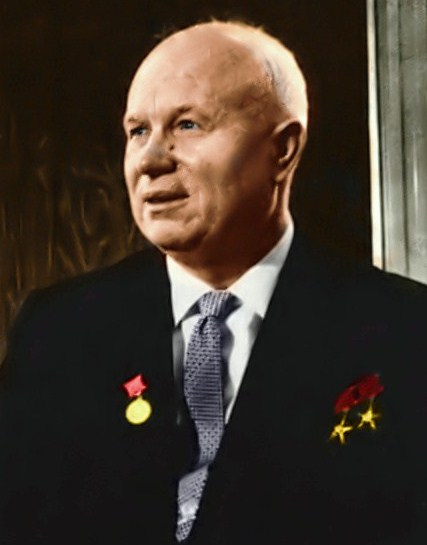
1955: Nikita Chruschtschow

- 1955: In Ost-Berlin findet die erste Jugendweihe statt, ein Gegenentwurf zu kirchlicher Konfirmation bzw. Firmung.
- 1958: Nikita Chruschtschow wird als Nachfolger von Nikolai Bulganin Regierungschef der Sowjetunion.
- 1968: General Hadji Mohamed Suharto lässt sich in Indonesien zum Staatspräsidenten und Oberbefehlshaber der Streitkräfte wählen.
- 1992: In Palermo entsteht das Foto Falcone e Borsellino, das die beiden italienischen Richter Giovanni Falcone und Paolo Borsellino im Gespräch miteinander zeigt und sich zu einem Symbolbild für den Kampf gegen die Mafia entwickeln wird.
- 1993: Jiang Zemin wird zum Staatspräsidenten der Volksrepublik China.

1993: Logo der RAF

- 1993: Die Rote Armee Fraktion verübt einen Sprengstoffanschlag gegen die JVA Weiterstadt. Die moderne Justizvollzugsanstalt ist zu dieser Zeit noch nicht bezogen, daher gibt es keine Todesopfer. Es ist das letzte große Attentat der RAF vor ihrer Auflösung 1998.
- 1993: Im zweiten Wahlgang der ersten freien Präsidentschaftswahlen in Niger seit der Unabhängigkeit 1960 siegt Mahamane Ousmane, der im ersten Wahlgang am 27. Februar noch hinter seinem Konkurrenten Mamadou Tandja gelegen ist, und wird damit Nachfolger von Ali Saibou.
- 1994: Bei den Parlamentswahlen in Italien wird die Partei Forza Italia des Medienunternehmers Silvio Berlusconi zu einer dominierenden Kraft und ermöglicht ihm die Bildung einer Mitte-rechts-Regierung.
- 1996: Das Bezirksgericht Tel Aviv-Jaffa verurteilt Jigal Amir wegen des Mordes an Jitzchak Rabin zu lebenslanger Haft.

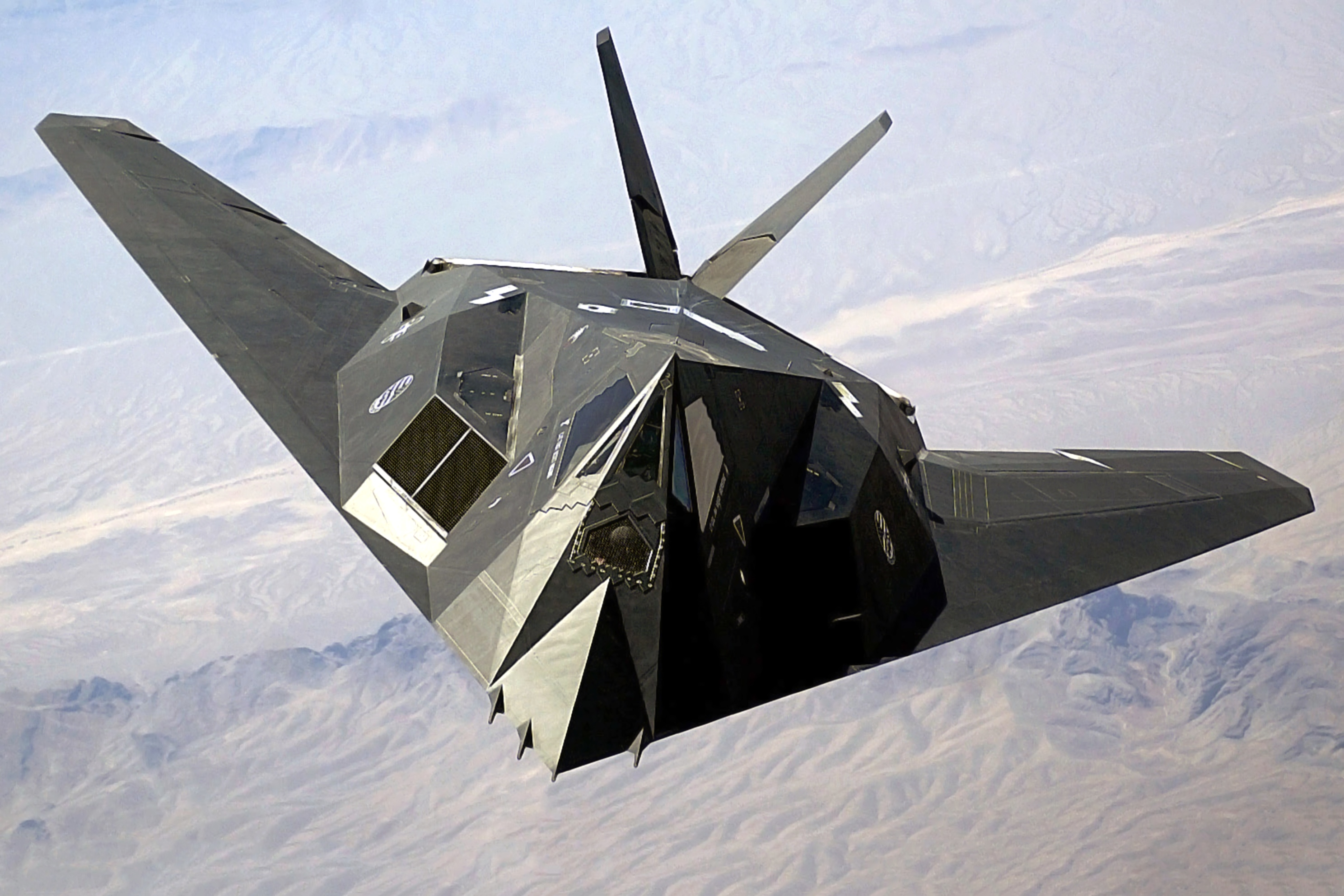
1999: F-117 Nighthawk

- 1999: Der Jugoslawischen Volksarmee gelingt während der NATO-Angriffe im Kosovokrieg der Abschuss eines mit Tarnkappentechnik ausgestatteten Lockheed F-117 Nighthawk.
- 2006: Friedrich Verzetnitsch tritt im Zuge des BAWAG-Affäre wegen riskanter Geschäfte der BAWAG als Chef des ÖGB zurück und legt auch sein Nationalratsmandat nieder.
- 2011: Abspaltung des Distrikts Mafinga vom Distrikt Isoka in Sambia.
- 2014: Resolution 68/262 der UN-Generalversammlung über territoriale Integrität der Ukraine unterstreicht die Ungültigkeit des Krim-Referendums vom 16. März 2014.
- 2020: Nordmazedonien wird Mitglied der NATO.

### Wirtschaft
- 1896: In Wien wird die erste Kinovorstellung in Österreich vor geladenem Publikum gegeben.

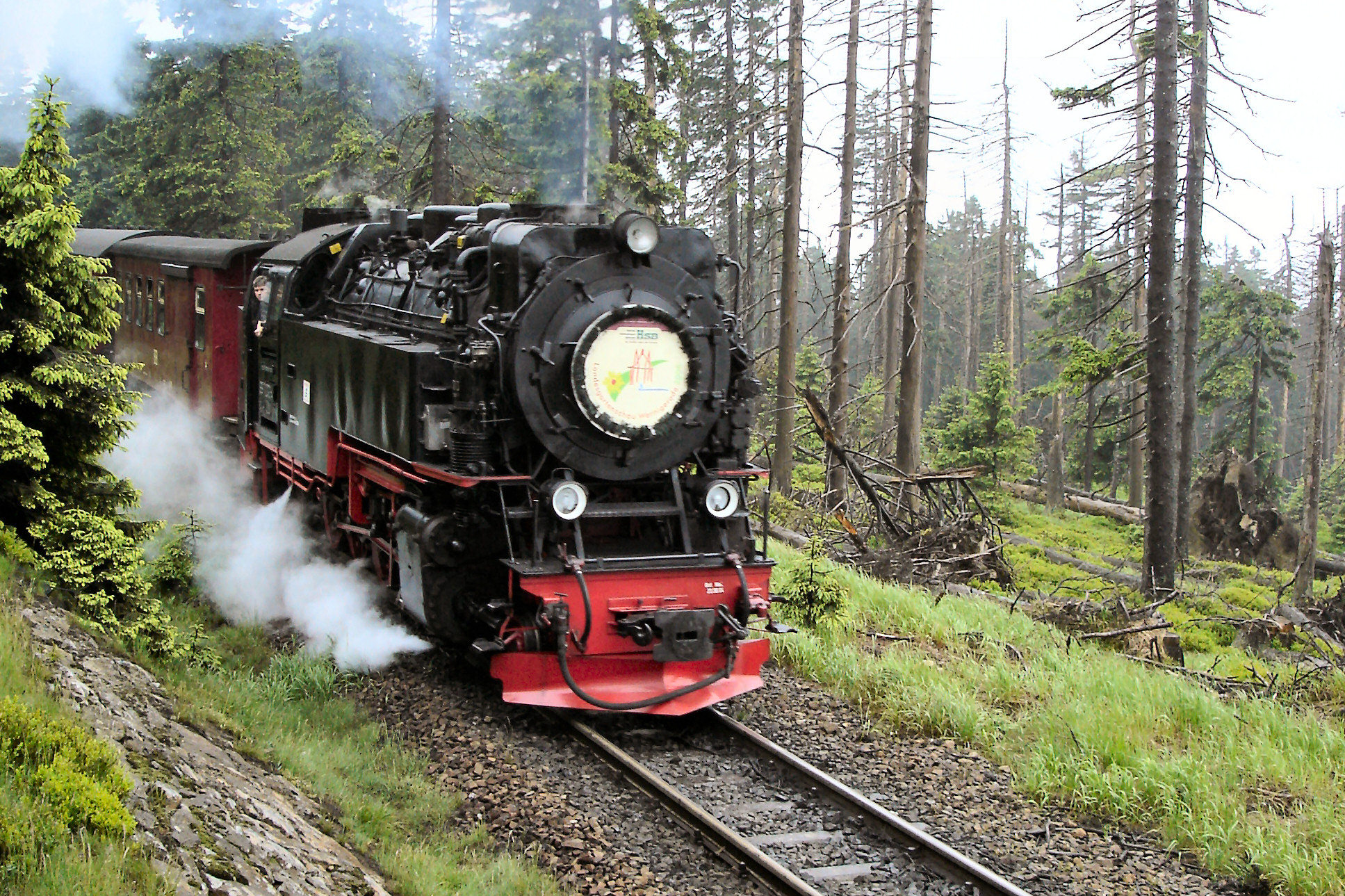
1899: Brockenbahn

- 1899: Der zweite Abschnitt der Brockenbahn, der Schmalspureisenbahnlinie auf den Brocken, wird durch die Nordhausen-Wernigeroder Eisenbahn-Gesellschaft eröffnet.
- 1907: Der Kaufmann Adolf Jandorf eröffnet an der Tauentzienstraße/Wittenbergplatz in Berlin-Schöneberg das vom Architekten Johann Emil Schaudt gestaltete Kaufhaus des Westens als Teil des städtebaulichen Neuen Westens Berlins. Zum Zeitpunkt seiner Eröffnung ist es das größte Warenhaus Kontinentaleuropas.
- 1933: Reginald Oswald Gibson und Eric Fawcett gelingt die industrielle Herstellung von Polyethylen, doch wird das Verfahren erst sieben Jahre später auch wirtschaftlich interessant.
- 1952: Das von Sam Phillips gegründete Plattenlabel Sun Records nimmt in Memphis, Tennessee den Geschäftsbetrieb auf. Die Plattenfirma nimmt spätere Weltstars wie Elvis Presley, Carl Perkins, Jerry Lee Lewis oder Johnny Cash unter Vertrag.
- 1975: Der Bau der Trans-Alaska-Pipeline beginnt. Damit wird das Erdölfeld in der Prudhoe Bay ausgebeutet und das Rohöl zum eisfreien Hafen Valdez (Alaska) im Süden des US-Bundesstaats durchgeleitet.
- 1998: In den Vereinigten Staaten kommt das Potenzmittel Viagra auf den Markt.

### Wissenschaft und Technik
- 1862: In Zürich erfolgt die Grundsteinlegung für die von Gottfried Semper erbaute Eidgenössische Sternwarte, die durch die Erforschung der Sonnenflecken Bekanntheit erlangen wird.
- 1899: Guglielmo Marconi gelingt die erste drahtlose telegrafische Verbindung über den Ärmelkanal hinweg.
- 1968: Die Westdeutsche Rektorenkonferenz beschließt einen leistungsbezogenen Numerus clausus, um die „Studentenschwemme“ an den Universitäten zu stoppen.

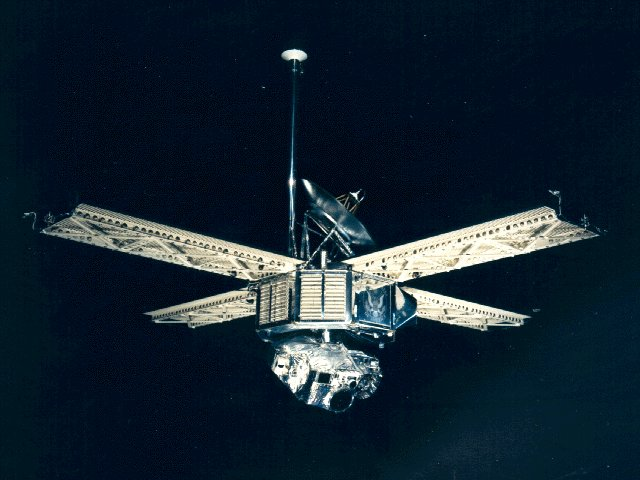
1969: Mariner 7

- 1969: Die NASA startet die Raumsonde Mariner 7 Richtung Mars.
- 1990: Der nach dem kubanischen Freiheitskämpfer José Martí benannte US-amerikanische Fernsehsender TV Martí nimmt seine Tätigkeit auf. Er soll die Nachrichtensperre des Castro-Regimes durchbrechen und in den kubanischen Haushalten zu empfangen sein, was jedoch kaum gelingt.
- 1994: Das Mehrzweckkampfflugzeug Eurofighter EF 2000 absolviert seinen Erstflug in Manching.

### Kultur
- 1791: An der Opéra-Comique in Paris erfolgt die Uraufführung der Oper Les Deux Sentinelles von Henri Montan Berton.

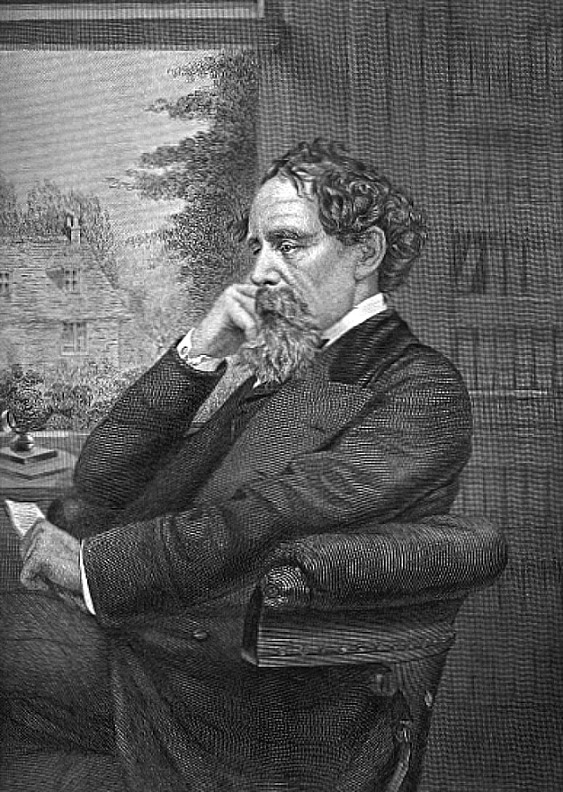
1850: Charles Dickens

- 1850: Die erste Nummer von Household Words, einer von Charles Dickens herausgegebenen Wochenzeitschrift, erscheint in London.
- 1874: In Prag findet mit nur geringem Erfolg die Uraufführung der Oper Zwei Witwen von Bedřich Smetana statt, weshalb er sich zu einer Überarbeitung des Werks entschließt.
- 1924: In Köln wird die Oper Irrelohe von Franz Schreker uraufgeführt.
- 1926: Die Oper Der Protagonist von Kurt Weill mit dem Libretto von Georg Kaiser wird in der Dresdner Staatsoper uraufgeführt. Der Komponist erhält mit dem Werk gute Kritiken und erste öffentliche Aufmerksamkeit.
- 1940: In Los Angeles wird Alfred Hitchcocks erster Hollywood-Film Rebecca nach dem gleichnamigen Roman von Daphne du Maurier mit Laurence Olivier und Joan Fontaine in den Hauptrollen uraufgeführt. Er wird von Kritik und Publikum gleichermaßen begeistert aufgenommen und wird in der Folge als einziger Hitchcock-Film einen Oscar als Bester Film erhalten.

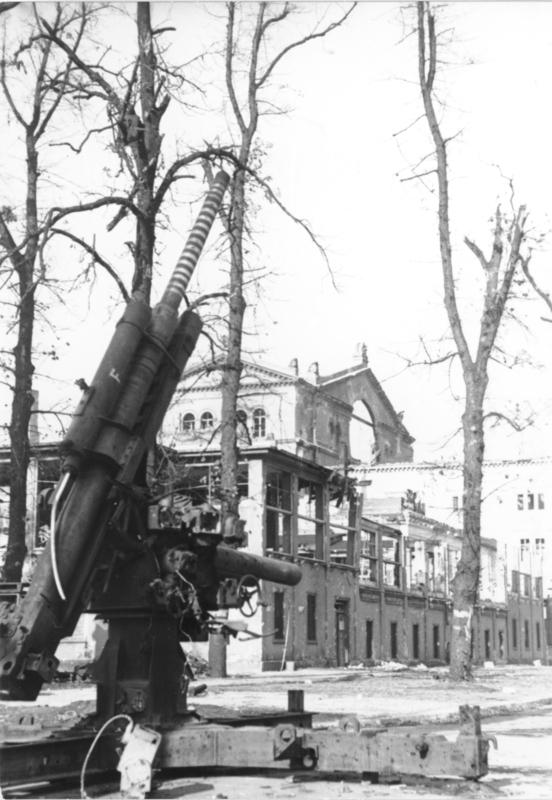
1951: Die zerstörte Krolloper vor der Sprengung

- 1951: In Berlin wird die Ruine der am 22. November 1943 durch einen Bombenangriff schwer beschädigten Krolloper gesprengt.
- 1961: In Wien proklamiert der IX. Weltkongress des ITI (Internationales Theaterinstitut) den 27. März zum Welttheatertag.
- 1984: Das Musical Starlight Express feiert am Apollo Victoria Theatre in London seine Uraufführung.
- 1990: In London wird das Sherlock Holmes Museum eröffnet.
- 1995: Der US-amerikanische Spielfilm Forrest Gump von Robert Zemeckis mit Tom Hanks in der Titelrolle wird bei der Oscarverleihung in Los Angeles mit insgesamt sechs Academy Awards ausgezeichnet.

### Umwelt und Natur
- 1969: Die im Stadtgebiet von Dresden gelegene Dresdner Heide wird zum Landschaftsschutzgebiet erklärt. Sie ist einer der größten Stadtwälder Deutschlands.

### Religion
- 1272: Nachdem er erst am 19. März zum Priester geweiht worden ist, wird Papst Gregor X. inthronisiert.
- 1329: In der Bulle In agro dominico verurteilt Papst Johannes XXII. 28 Lehrsätze von Meister Eckhart als häretisch oder als häresieverdächtig. Damit endet das Inquisitionsverfahren gegen Eckhart, der vor Veröffentlichung der Bulle gestorben ist.

### Katastrophen

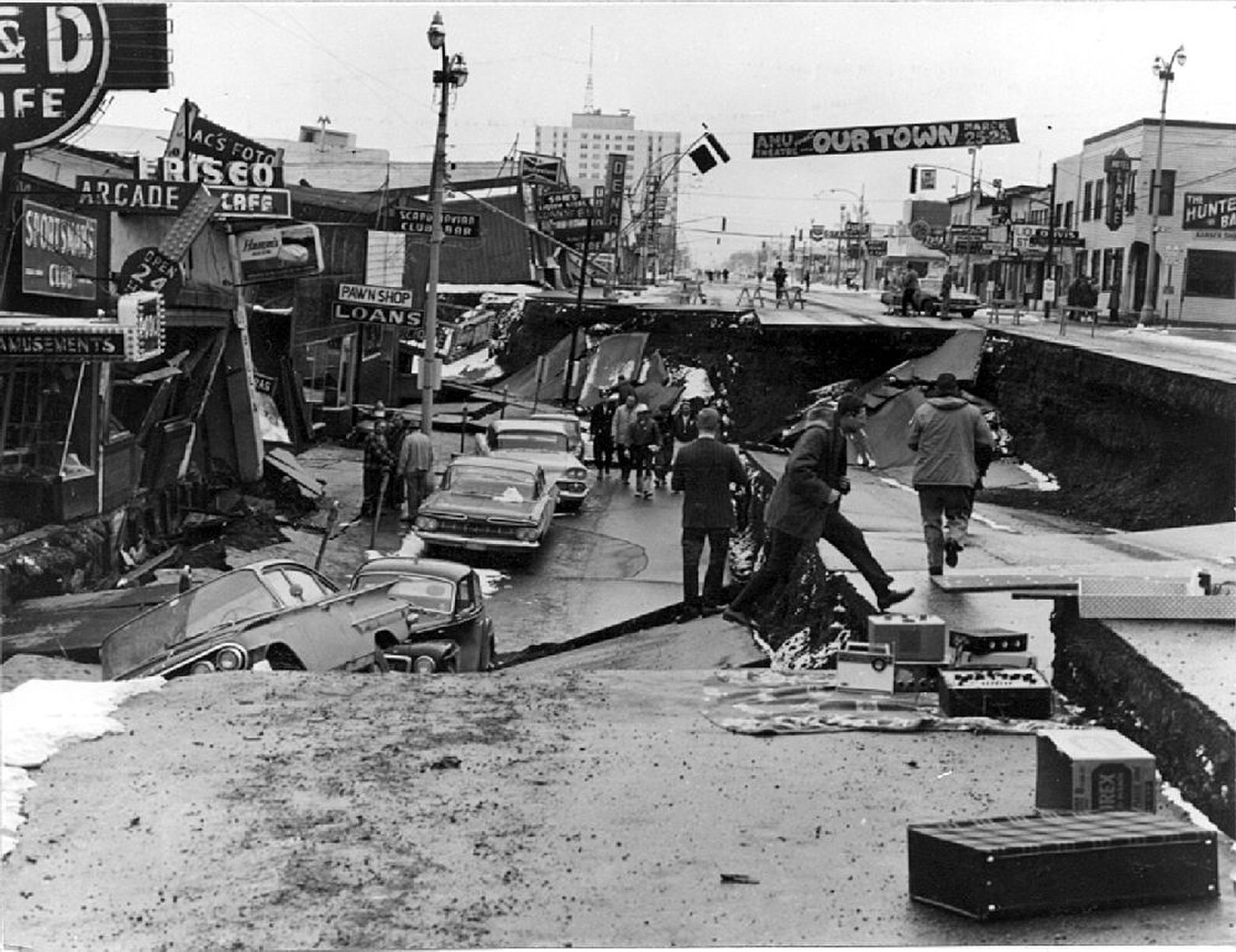
1964: Anchorage nach dem Beben

- 1964: Das so genannte Karfreitagsbeben mit dem Epizentrum im Prinz-William-Sund in Alaska ist mit 9,2 Punkten auf der Momenten-Magnituden-Skala eines der stärksten Erdbeben in den USA. Bei dem Beben werden 125 Menschen getötet, Tsunamis kommen bis Hawaii und Kalifornien.
- 1977: Auf Teneriffa, Flughafen Teneriffa Nord, ereignet sich das verheerendste Flugzeugunglück der zivilen Luftfahrt, als ein Jumbo-Jet der KLM Royal Dutch Airlines beim Starten bei dichtem Nebel in einen zweiten Jumbo rast, der auf der Landebahn zur Startposition rollt und nicht mehr rechtzeitig abbiegen kann, nachdem der andere Pilot aufgrund eines Kommunikationsproblems zu früh zum Start beschleunigt. Von den 644 Menschen an Bord beider Maschinen sterben 583 Menschen, nur 61 können sich selbst retten oder gerettet werden.
- 1980: Die norwegische Bohrplattform Alexander L. Kielland im Ölfeld Ekofisk in der Nordsee bricht zusammen und kentert. 123 der 212 Besatzungsmitglieder werden getötet.

Kleinere Unglücksfälle sind in den Unterartikeln von Katastrophe und in der Liste von Katastrophen aufgeführt.

### Sport

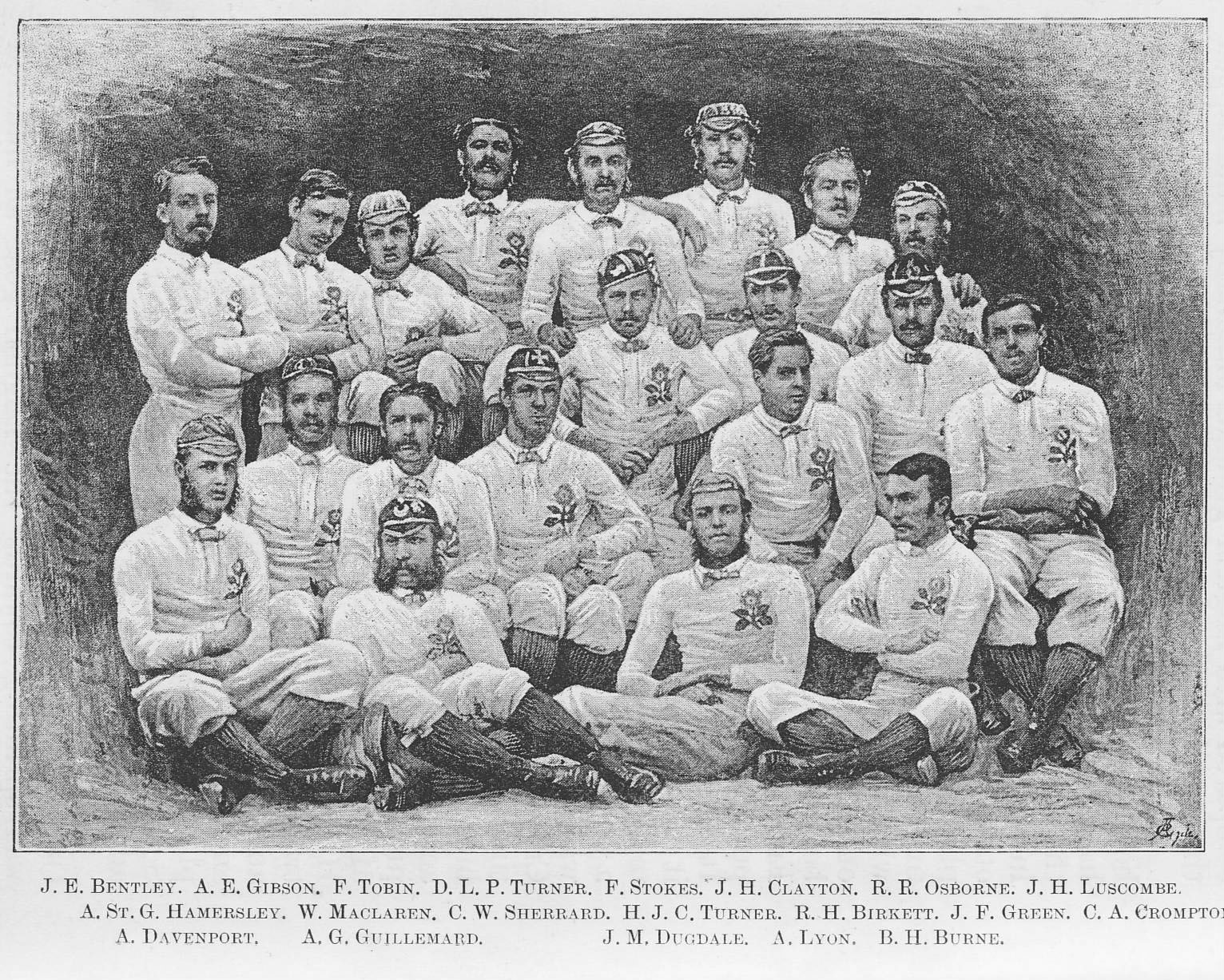
1871: Das erste englische Rugby-Team

- 1871: In Edinburgh findet zwischen Schottland und England das erste Länderspiel im Rugby statt, das von den Gastgebern mit 4:1 gewonnen wird.
- 1905: In Mainz wird der Sportverein 1. FSV Mainz 05 gegründet. Andere Quellen geben den 16. März als Gründungsdatum an.
- 1937: Mit der Partie Feyenoord Rotterdam gegen den belgischen Verein Beerschot AC, das die Heimmannschaft 5:2 gewinnt, wird das Stadion De Kuip (offiziell Stadion Feijenoord) in Rotterdam offiziell eingeweiht.

Einträge von Leichtathletik-Weltrekorden befinden sich unter der jeweiligen Disziplin unter Leichtathletik.

## Geboren

### Vor dem 18. Jahrhundert
- 0972: Robert II., König von Frankreich
- 1347: Ruprecht I. von Liegnitz, Herzog von Liegnitz
- 1401: Albrecht III. Herzog von Bayern-München

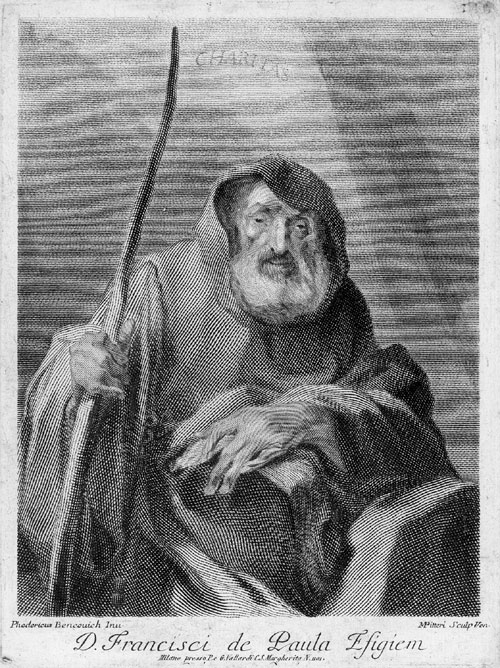
Franz von Paola (* 1416)

- 1416: Franz von Paola, italienischer Gründer des Paulanerordens
- 1416: Antonio Squarcialupi, italienischer Organist und Komponist
- 1507: Claude de Savoie, Gouverneur und Großseneschall der Provence
- 1509: Wolrad II., Graf von Waldeck-Eisenberg
- 1510: Katharina von Pfalz-Simmern, Äbtissin im Kloster Kumbd
- 1546: Johannes Piscator, elsässischer Professor und reformierter Theologe
- 1554: Eberhard Bronchorst, niederländischer Rechtswissenschaftler
- 1561: Johann Jakob von Lamberg, Bischof von Gurk
- 1562: Jakob Gretser, lateinischer Philologe, Historiker, Dramatiker und Polemiker der Gegenreformation in Deutschland
- 1576: Caspar von Teutleben, deutscher Dichter und Hofmeister
- 1592: Jiří Třanovský, slowakischer Hymnendichter und Komponist
- 1610: Thomas Greene, englischer Kolonialgouverneur von Maryland
- 1621: Karl Magnus von Baden-Durlach, Markgraf von Baden-Durlach
- 1632: Gustav Adolf von Nassau-Saarbrücken, Graf von Saarbrücken und Generalwachtmeister des Heiligen Römischen Reiches bei Rhein
- 1651: Georg Abraham von Arnim, preußischer Generalfeldmarschall
- 1659: Thomas Bartholin d. J. königlicher Archivar in Kopenhagen
- 1662: Marie Louise d’Orléans, spanische Königin
- 1663: Johann Andreas Eisenbarth, deutscher Handwerkschirurg, Wundarzt und Starstecher
- 1665: Benjamin Neukirch, deutscher Dichter
- 1666: Gurdon Saltonstall, britischer Kolonialbeamter, Gouverneur der Colony of Connecticut
- 1676: Franz II. Rákóczi, ungarischer Freiheitskämpfer
- 1679: Maximilian Ulrich von Kaunitz, Landeshauptmann von Mähren
- 1695: Johann Philipp Anton von und zu Frankenstein, Fürstbischof von Bamberg
- 1696: Antoine Court, französischer Prediger und Glaubenszeuge
- 1698: Emmerich Däger, deutscher Kapuziner-Pater, Schriftsteller und Übersetzer
- 1699: Wigand Kahler, deutscher evangelischer Theologe und Mathematiker

### 18. Jahrhundert
- 1702: Johann Ernst Eberlin, deutscher Komponist und Organist
- 1710: Joseph Dall’Abaco, italienischer Musiker und Komponist
- 1712: Claude Bourgelat, französischer Autor und Gründer der ersten tiermedizinischen Schule
- 1718: Andreas Weber, deutscher Philosoph und lutherischer Theologe
- 1723: Philipp von Westphalen, Vertrauter des Herzogs Ferdinand von Braunschweig (Taufdatum)
- 1728: Joseph Götsch, Tiroler Bildhauer, Vertreter des bayrischen Rokoko
- 1737: Francesco Zannetti, italienischer Komponist

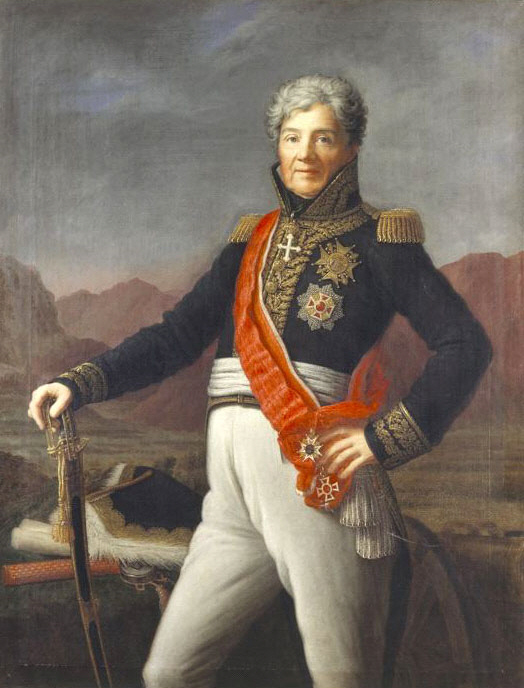
Niklaus Franz von Bachmann (* 1740)

- 1740: Niklaus Franz von Bachmann, Schweizer Militärführer
- 1744: Alexei Iwanowitsch Mussin-Puschkin, russischer Staatsbeamter, Historiker, Bücher- und Kunstsammler
- 1747: Johann Bernhard Crespel, deutscher Jurist und Jugendfreund von Johann Wolfgang von Goethe
- 1748: Joseph Anton Gall, deutsch-österreichischer Priester und Pädagoge, Bischof von Linz
- 1752: Johann Heinrich Ehrich, deutscher Schulleiter in Russland
- 1761: James Sykes, Gouverneur vom Delaware
- 1765: Franz von Baader, deutscher Arzt, Bergbauingenieur und Philosoph
- 1768: Arnold Mallinckrodt, deutscher Schriftsteller, Verleger und Publizist im preußischen Westfalen
- 1768: Joseph Schreyvogel, österreichischer Schriftsteller
- 1770: Sophie Mereau, deutsche Schriftstellerin
- 1776: Charles François Brisseau de Mirbel, französischer Botaniker
- 1780: Vincenz von Augustin, österreichischer Feldzeugmeister
- 1781: Johann Claudius von Lassaulx, deutscher Architekt
- 1784: Sándor Csoma, ungarischer Forschungsreisender, Begründer der Tibetologie

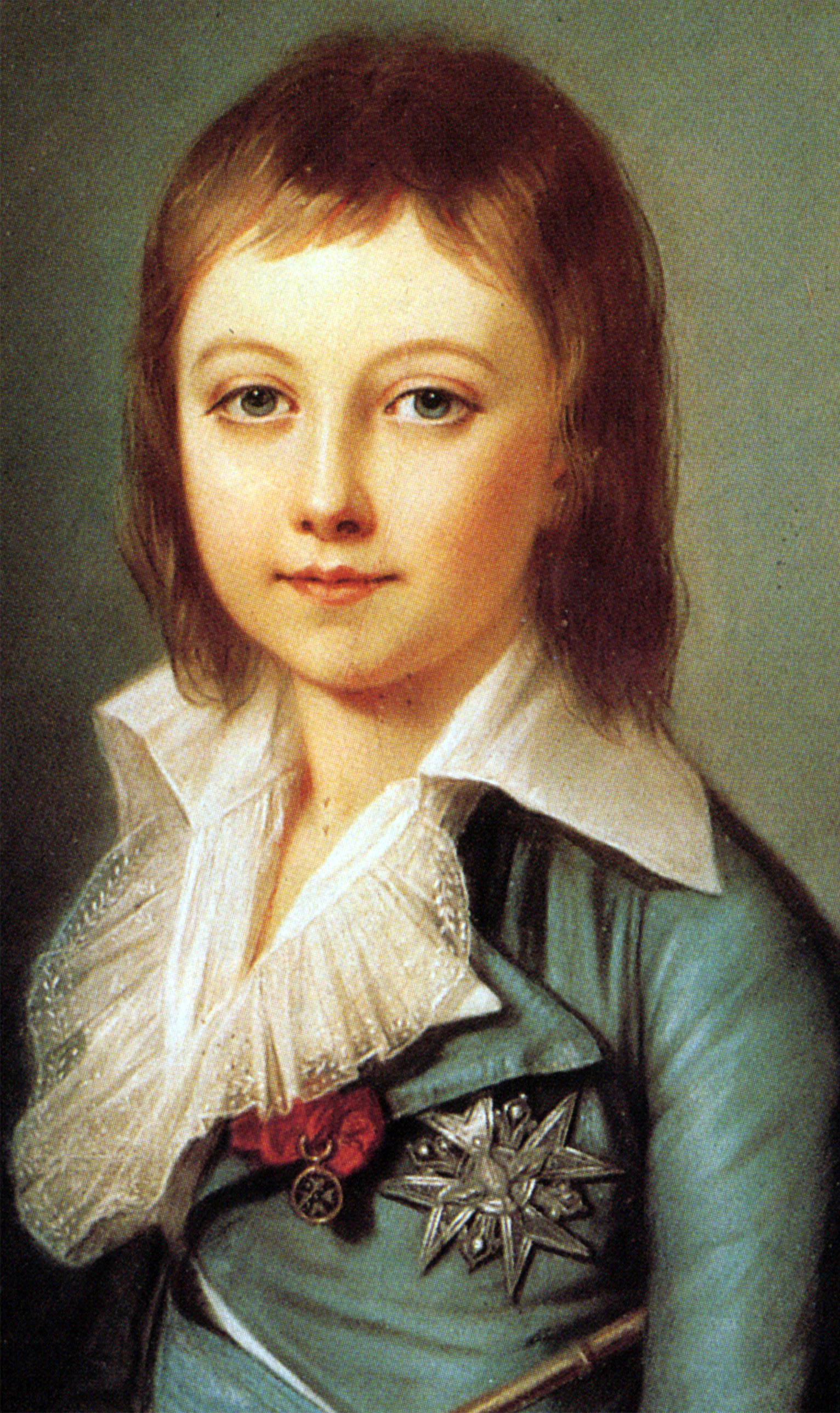
Louis Charles de Bourbon (* 1785)

- 1785: Louis Charles de Bourbon, französischer Kronprinz
- 1786: August Ferdinand von Arnauld de la Perière, preußischer Generalleutnant
- 1787: Heinrich Adam, deutscher Radierer und Landschaftsmaler
- 1796: Julius Abegg, deutscher Strafrechtler
- 1797: Heinrich LXXII., Fürst Reuß zu Lobenstein und Ebersdorf
- 1797: Alfred de Vigny, französischer Schriftsteller
- 1799: Alessandro La Marmora, italienischer General

### 19. Jahrhundert

#### 1801–1850
- 1802: Christoph Eberhard Finckh, deutscher Altphilologe
- 1802: Francesco Maria Travella, Schweizer römisch-katholischer Geistlicher und Schriftsteller
- 1809: Wilhelm Nikolai Böhtlingk, deutschbaltischer Quartärgeologe und Geomorphologe
- 1809: Georges-Eugène Haussmann, französischer Stadtplaner
- 1809ː Maria Theresia Löw, deutsche Sopranistin und Harfenistin

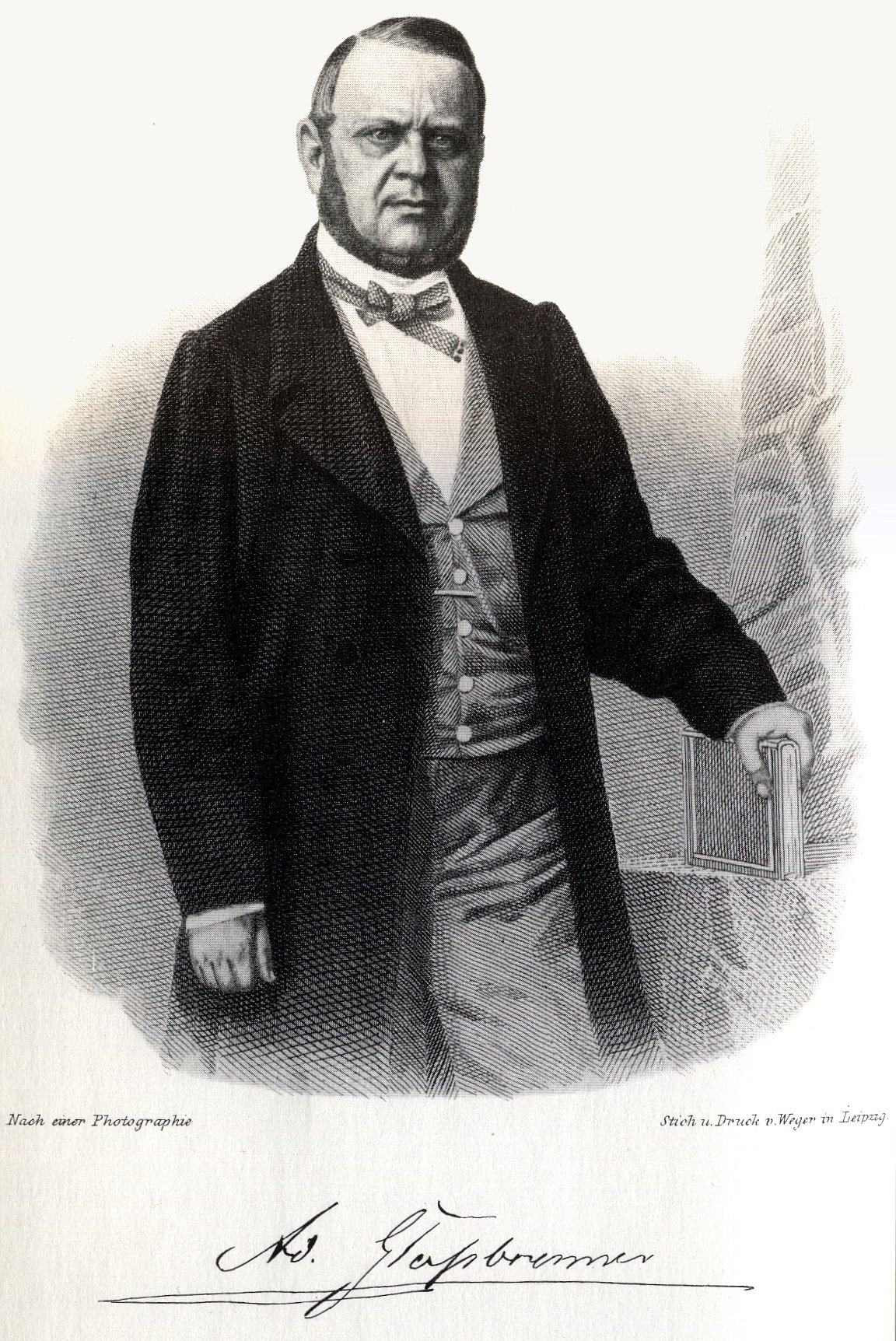
Adolf Glaßbrenner (* 1810)

- 1810: Adolf Glaßbrenner, deutscher Humorist und Satiriker
- 1811: Baptista de Andrade, portugiesischer Admiral
- 1817: Carl Wilhelm von Nägeli, Schweizer Botaniker
- 1818: Erminia Frezzolini, italienische Opernsängerin (Sopran)
- 1818: Heinrich Geyer, deutscher apostolischer Geistlicher, Prophet der Katholisch-Apostolischen Gemeinden (KAG)
- 1818: Jacob Axel Josephson, schwedischer Komponist
- 1820: Edward Inglefield, britischer Admiral und Polarforscher
- 1820: Elias David Sassoon, britisch-chinesischer Kaufmann, Philanthrop und Opiumhändler
- 1822: Wilhelm von Beetz, deutscher Physiker
- 1824: Johann Wilhelm Hittorf, deutscher Chemiker und Physiker
- 1826: Ernst Andolt, deutscher Schriftsteller, Jurist und Politiker
- 1826: Johannes Overbeck, deutscher Klassischer Archäologe
- 1837: Carl Aubel, deutscher Ingenieur
- 1838: Hubert Stier, deutscher Architekt
- 1839: Gottlieb Viehe, deutscher evangelischer Missionar

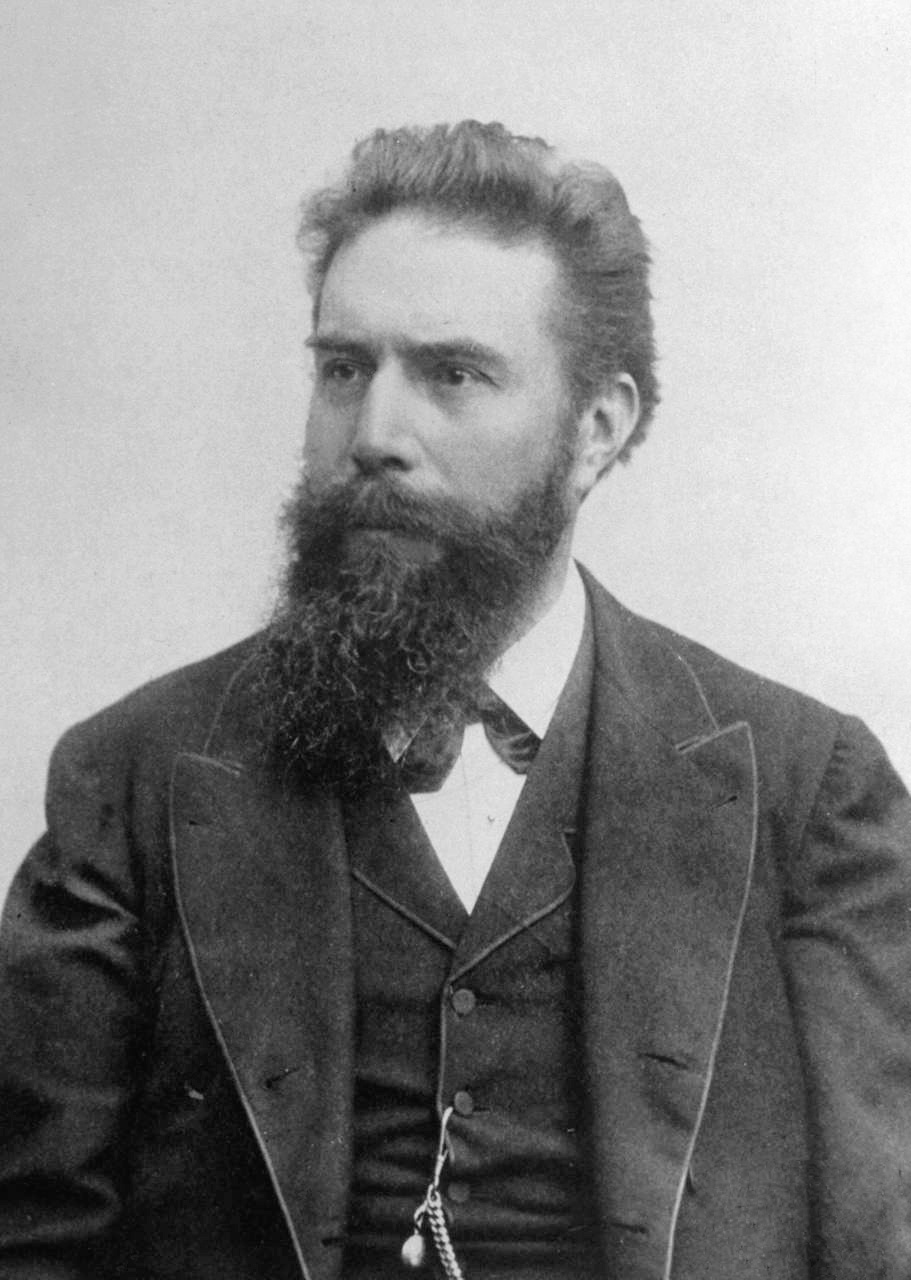
Wilhelm Conrad Röntgen (* 1845)

- 1845: Wilhelm Conrad Röntgen, deutscher Physiker, Nobelpreisträger
- 1846: Otto Wendt, deutscher Rechtswissenschaftler
- 1847: Otto Wallach, deutscher Chemiker, Nobelpreisträger
- 1849: Carlo Dossi, italienischer Schriftsteller und Diplomat

#### 1851–1900
- 1851: Ruperto Chapí y Lorente, spanischer Komponist und Professor

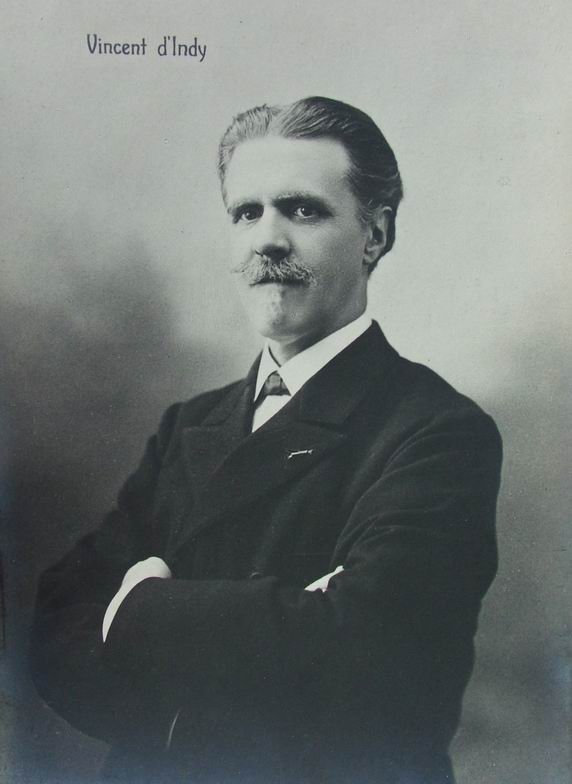
Vincent d’Indy (* 1851)

- 1851: Vincent d’Indy, französischer Komponist und Musikpädagoge
- 1854: Edgar Tinel, belgischer Komponist, Pianist und Kirchenmusiker
- 1855: James Alfred Ewing, britischer Physiker und Ingenieur
- 1856: William Goldman, US-amerikanischer Fotograf
- 1857: Karl Pearson, britischer Mathematiker
- 1857: Karl Rieker, deutscher Rechtswissenschaftler und Rechtshistoriker
- 1860: Frank Frost Abbott, US-amerikanischer Klassischer Philologe
- 1863: Henry Royce, britischer Techniker und Industrieller, Mitgründer von Rolls-Royce
- 1864ː Augustina Pietrantoni, italienische Ordensfrau
- 1864: Artur Brausewetter, deutscher evangelischer Pfarrer und Schriftsteller
- 1865: Alessandro Verde, italienischer Priester und Theologe, Kardinal
- 1866: Oskar Bidder, deutsch-baltischer Pastor und Bekenner
- 1866: Andon Zako Çajupi, albanischer Schriftsteller

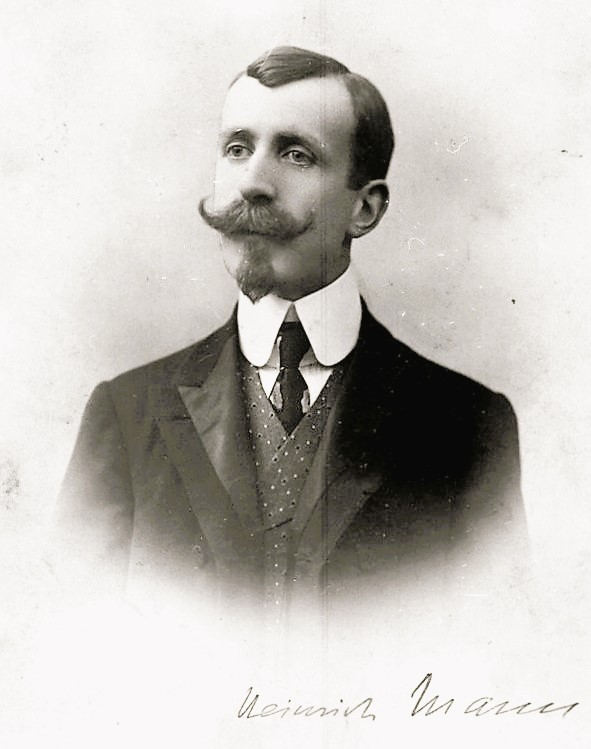
Heinrich Mann (* 1871)

- 1871: Heinrich Mann, deutscher Schriftsteller, Bruder von Thomas Mann
- 1874: Andrés de Segurola, spanischer Opernsänger und Filmschauspieler
- 1875: Cécile Vogt, französische Neurologin
- 1876: Johannes Horion, deutscher Politiker, Landeshauptmann der Rheinprovinz
- 1876: Ermenegildo Pellegrinetti, italienischer Priester, vatikanischer Diplomat und Kardinal

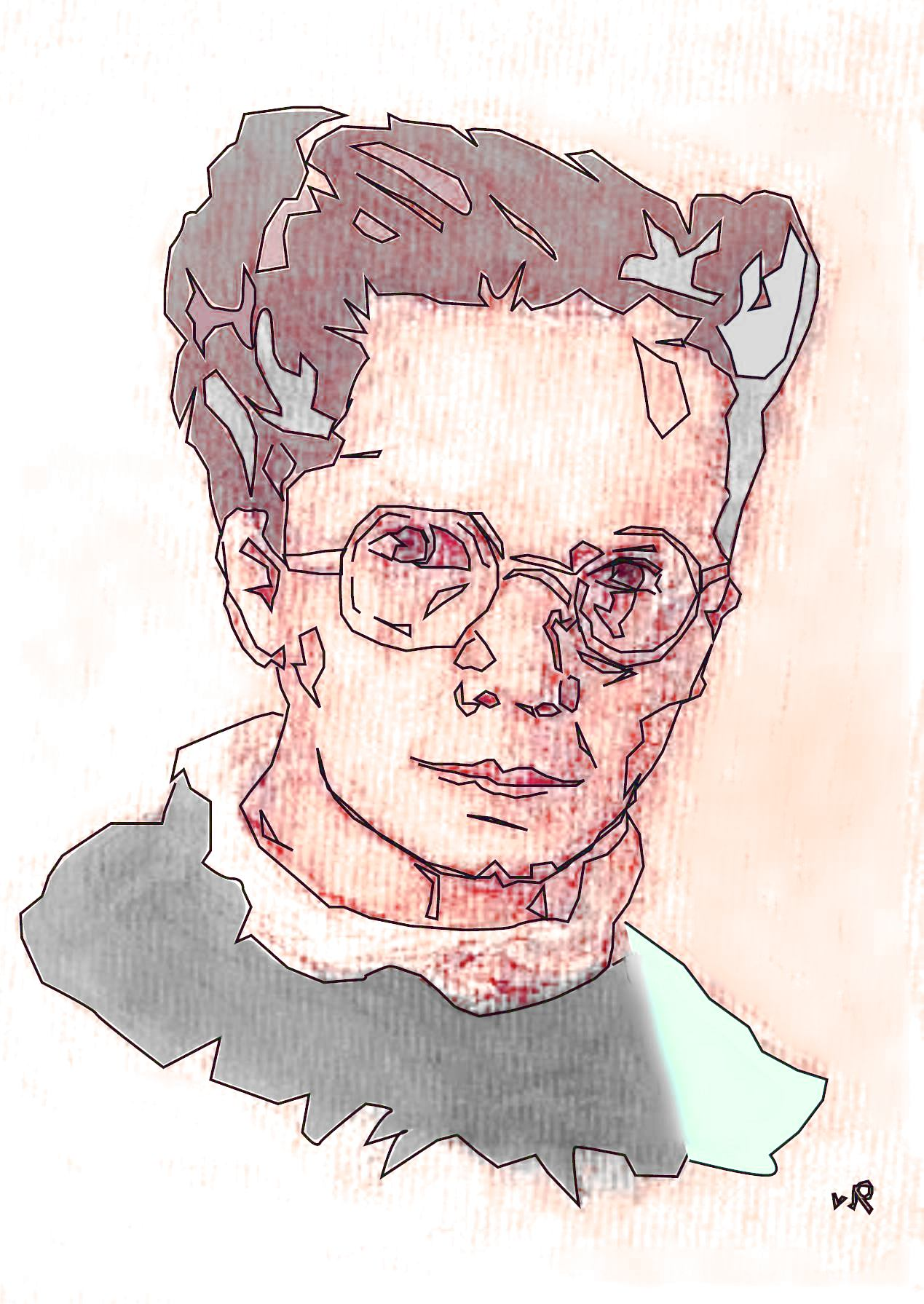
Margarethe von Reinken (* 1877)

- 1877: Margarethe von Reinken, deutsche Malerin
- 1878: Miller Huggins, US-amerikanischer Baseballspieler
- 1878: Kathleen Scott, britische Bildhauerin
- 1879ː Tilly Bébé, österreichische Dompteuse
- 1879: Edward Steichen, US-amerikanischer Fotograf
- 1880: Walther Grosse, deutscher Beamter und Regionalhistoriker
- 1880: Robert Pferdmenges, deutscher Bankier und Politiker, MdL, MdB
- 1880: Otto Vitense, deutscher Pädagoge und mecklenburgischer Landeshistoriker
- 1883: Edgar J. Anzola, venezolanischer Filmproduzent, Rundfunkpionier, Journalist und Karikaturist
- 1883: Felix Daniel Ascher, deutscher Architekt
- 1885: Heinrich Mohn, deutscher Verleger
- 1886: Clemens Holzmeister, österreichischer Architekt
- 1886: Sergei Mironowitsch Kirow, sowjetischer Staats- und Parteifunktionär, Gefolgsmann Stalins
- 1886: Ludwig Mies van der Rohe, deutsch-US-amerikanischer Architekt, bedeutender Vertreter der Moderne und Neuen Sachlichkeit
- 1888: Agnes Windeck, deutsche Bühnen-, Film- und Fernsehschauspielerin
- 1889: Fritz Beckhardt, deutscher Jagdflieger
- 1891: Clemens Adams, deutscher Politiker
- 1891: Adolphus Peter Elkin, australischer Ethnologe, Anthropologe und Linguist
- 1891: Kurt Göhrum, deutscher General der SS der Polizei, Polizeichef in Berlin
- 1891: Lajos Zilahy, ungarischer Schriftsteller
- 1892: Ferde Grofé, US-amerikanischer Komponist, Arrangeur und Dirigent
- 1893: Karl Mannheim, deutscher Philosoph und Soziologe

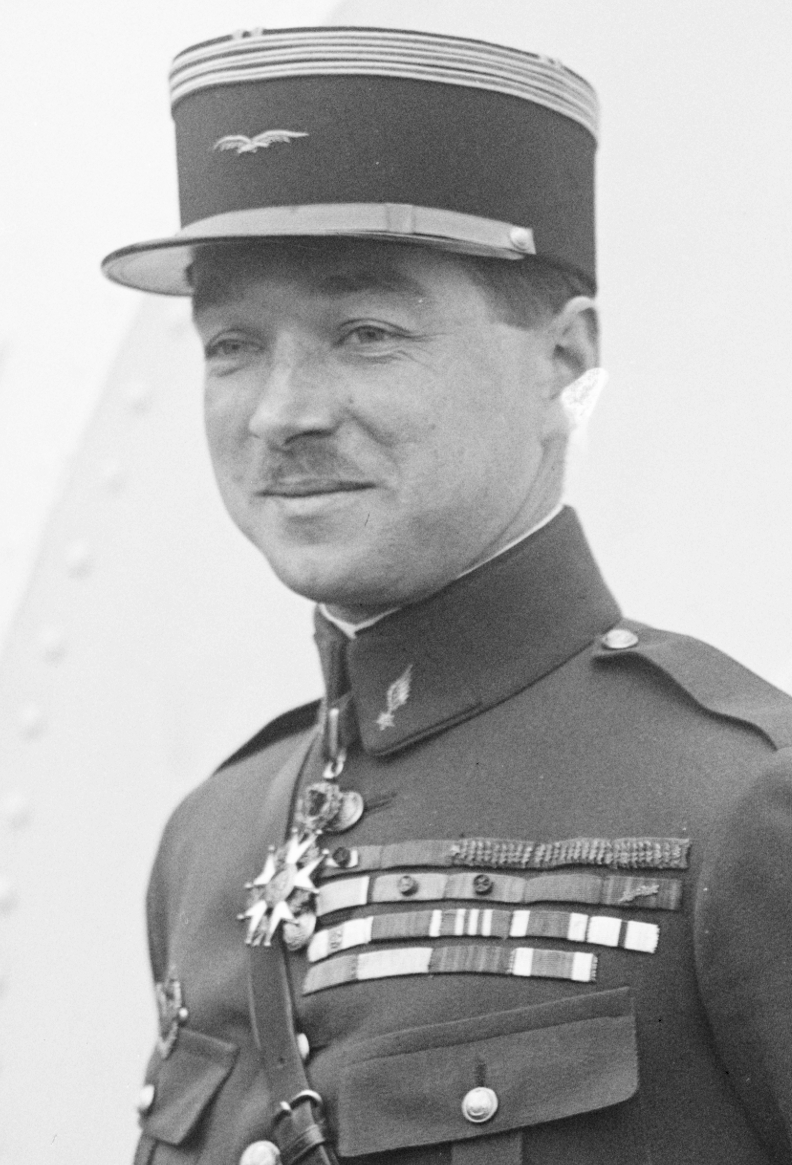
René Fonck (* 1894)

- 1894: René Fonck, französischer Jagdflieger im Ersten Weltkrieg und Luftfahrtpionier
- 1895: Erich Abraham, deutscher Offizier
- 1896: Arthur Piechler, deutscher Komponist und Organist
- 1897: Ugo Agostoni, italienischer Radrennfahrer
- 1897: Douglas Hartree, britischer Mathematiker und Physiker
- 1897: Wilhelm Busch, deutscher Pfarrer, Evangelist und Schriftsteller
- 1898: Josef Müller, deutscher Rechtsanwalt und Politiker, Widerstandskämpfer gegen den Nationalsozialismus, MdL, Landesminister
- 1898ː Maria Rasputin, Tochter des russischen Mystikers Grigori Rasputin, Autorin
- 1898: Herb Stein, US-amerikanischer American-Football-Spieler
- 1899: Carl Aage Hilbert, dänischer Jurist und Politiker, Gouverneur der Färöer
- 1899: Karl Lahr, deutscher Landwirt und Politiker, MdL, MdB
- 1899: Francis Ponge, französischer Lyriker und Essayist
- 1899: Gloria Swanson, US-amerikanische Schauspielerin

### 20. Jahrhundert

#### 1901–1925
- 1900: Albert Van Coile, belgischer Fußballspieler
- 1901: Carl Barks, US-amerikanischer Comic-Zeichner
- 1901: Enrique Santos Discépolo, argentinischer Komponist
- 1901: George Dowty, britischer Industrieller und Erfinder
- 1901: Erich Ollenhauer, deutscher Politiker, MdB, Fraktions- und Parteivorsitzender
- 1901: Satō Eisaku, japanischer Politiker, Minister, Premierminister, Nobelpreisträger
- 1901: Kenneth Slessor, australischer Dichter und Journalist
- 1902: Pál Hermann, ungarischer Cellist und Komponist
- 1905: Leroy Carr, US-amerikanischer Blues-Musiker

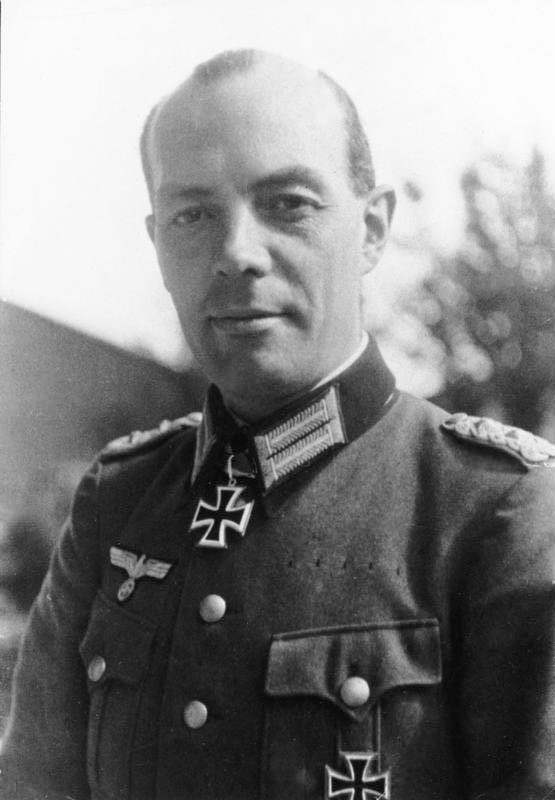
Rudolf-Christoph von Gersdorff (* 1905)

- 1905: Rudolf-Christoph von Gersdorff, deutscher General, Widerstandskämpfer des 20. Juli 1944
- 1905: Elsie MacGill, kanadische Flugzeugkonstrukteurin
- 1906: Hermann Karoli, deutscher SS-Wirtschaftsfunktionär
- 1906: Cecil Purdy, australischer Schachspieler
- 1907: Juan Francisco Giacobbe, argentinischer Komponist, Musikwissenschaftler und -pädagoge
- 1909: Heinrich Runte, deutscher Kommunalpolitiker, Oberbürgermeister von Ingolstadt
- 1909: Golo Mann, deutsch-schweizerischer Historiker, Publizist und Schriftsteller, Sohn von Thomas Mann
- 1909: Ben Webster, US-amerikanischer Jazz-Musiker
- 1910: Ai Qing, chinesischer Dichter und Maler
- 1911: Hans Arnhold, österreichischer Politiker und Waffen-SS-Angehöriger, LAbg
- 1911: Klaus Piper, deutscher Verleger
- 1912: James Callaghan, britischer Politiker, Minister, Premierminister
- 1912: Fernand Ciatti, luxemburgischer Boxer
- 1913: Theodor Dannecker, deutscher SS-Offizier, Judenreferent, einer der engsten Mitarbeiter von Adolf Eichmanns
- 1913: George Huntoon, US-amerikanischer Autorennfahrer
- 1913: Klaus Mahnert, österreichischer Politiker, Mitgründer der FPÖ, Abgeordneter zum Nationalrat
- 1913: Chombo Silva, kubanischer Geiger und Saxophonist
- 1914: Stanisław Has, polnischer Komponist und Dirigent
- 1914: Budd Schulberg, US-amerikanischer Schriftsteller und Drehbuchautor
- 1915: Erik Blumenfeld, deutscher Kaufmann und Politiker, MdL, MdB, MdEP
- 1915: Robert Lockwood jr., US-amerikanischer Blues-Gitarrist
- 1916: Frank Alois Pitelka, US-amerikanischer Ornithologe und Ökologe

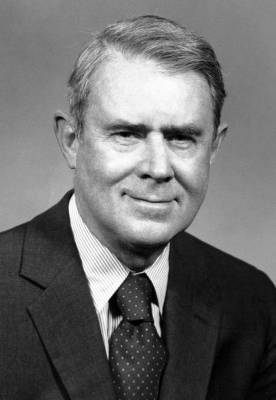
Cyrus Vance (* 1917)

- 1917: Cyrus Vance, US-amerikanischer Politiker, Außenminister
- 1918: Hans Emanuel Tütsch, Schweizer Journalist und Auslandskorrespondent
- 1920: Max Absmeier, deutscher römisch-katholischer Prälat
- 1921: Georges Anderla, französischer Wirtschaftswissenschaftler und Statistiker
- 1921: Moacyr Barbosa, brasilianischer Fußballspieler
- 1921: Toni Berger, deutscher Schauspieler
- 1921ː Hélène Berr, französische Jüdin, Tagebuchschreiberin, Holocaustopfer
- 1921: Johanna König, deutsche Schauspielerin
- 1921: Ivan Rabuzin, kroatischer Maler
- 1922: Dick King-Smith, britischer Kinderbuchautor
- 1922: Dan Kurzman, US-amerikanischer Journalist und Sachbuchautor
- 1923: Endō Shūsaku, japanischer Schriftsteller
- 1924: Audrey Jones Beck, US-amerikanische Kunstsammlerin und Mäzenin
- 1924: Sarah Vaughan, US-amerikanische Jazz-Sängerin
- 1924: Herbert Zangs, deutscher Maler
- 1925: Harold Ashby, US-amerikanischer Swing-Tenorsaxophonist und Klarinettist
- 1925ː Margaret Fairlie-Kennedy, US-amerikanische Komponistin
- 1925: Ibrahim Hélou, libanesischer Geistlicher, Bischof von Sidon

#### 1926–1950
- 1926: Günter Sosna, deutscher Fußballspieler und -trainer
- 1926: Dieter Spethmann, deutscher Manager, Vorstandsvorsitzender der Thyssen AG
- 1927: François Furet, französischer Historiker
- 1927: Mo Ostin, US-amerikanischer Musikproduzent, Leiter von Warner Bros. Records
- 1927: Mstislaw Leopoldowitsch Rostropowitsch, russischer Cellist und Dirigent
- 1928: Douglas Applegate, US-amerikanischer Politiker
- 1928: Hellmuth Klauhs, österreichischer Bankdirektor
- 1928: Seiko Tanabe, japanische Schriftstellerin
- 1928: Antonín Tučapský, tschechischer Komponist und Dirigent
- 1929: Žarko Petan, slowenischer Autor
- 1929: Claire Maurier, französische Schauspielerin
- 1930: Oswaldo Johnston, guatemaltekischer Ringer

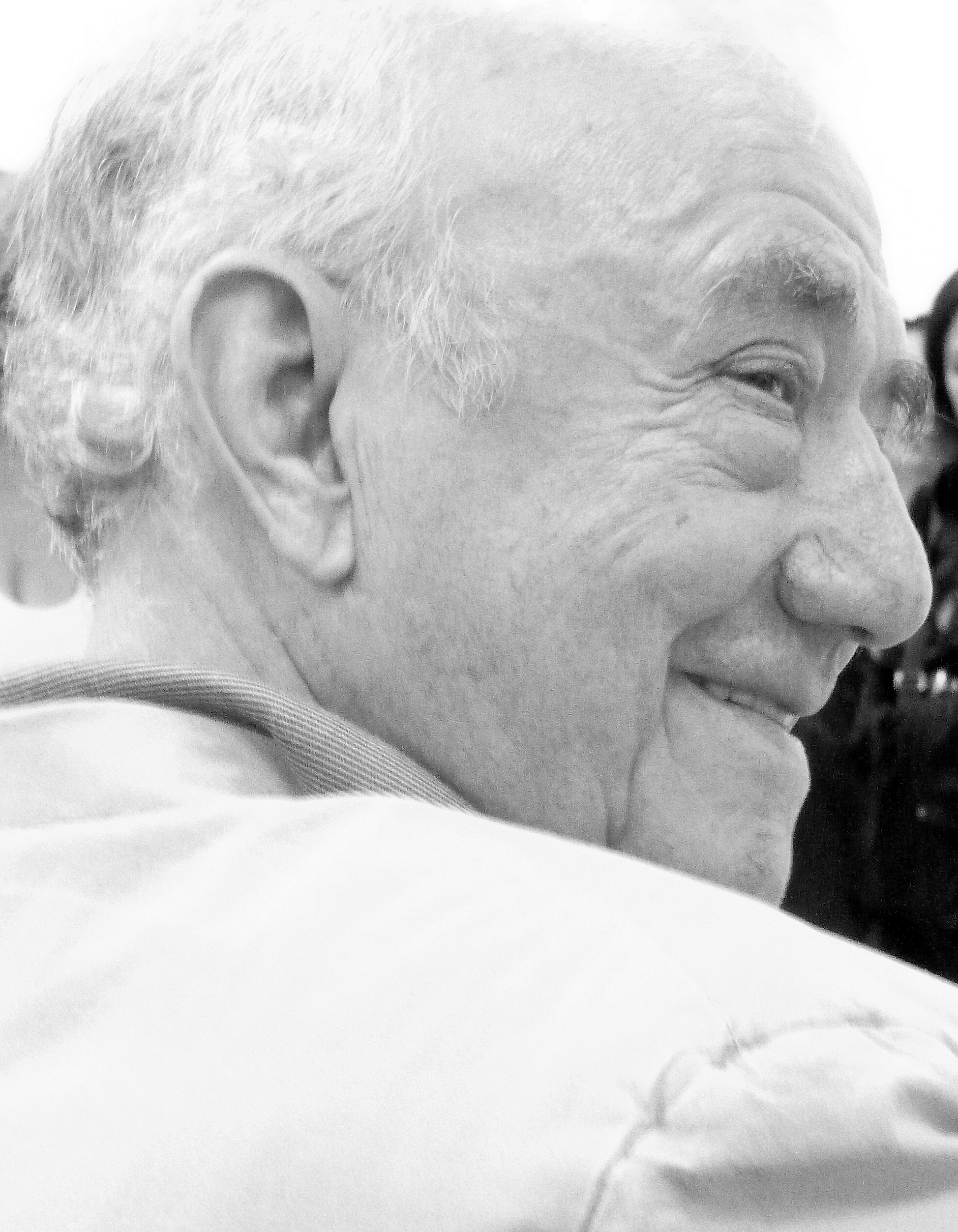
Daniel Spoerri (* 1930)

- 1930: Daniel Spoerri, rumänisch-schweizerischer bildender Künstler, Objektkünstler, Tänzer und Regisseur
- 1931: Magdalena Ezoe, US-amerikanische Komponistin und Musikpädagogin
- 1931: David Janssen, US-amerikanischer Schauspieler
- 1931: Siegfried Künkele, deutscher Jurist und Botaniker
- 1931: Yoriaki Matsudaira, japanischer Komponist
- 1931: James Q. Wilson, US-amerikanischer Politikwissenschaftler
- 1932: Patrick Newell, britischer Schauspieler
- 1932: Heinrich E. Weber, deutscher Vegetationskundler und Musikwissenschaftler
- 1933: Gino Pivatelli, italienischer Fußballspieler und -trainer
- 1934: Georges Amanieu, französischer Fußballspieler
- 1934: István Csurka, ungarischer Journalist, Schriftsteller und Politiker
- 1934: Jutta Limbach, deutsche Rechtswissenschaftlerin und Politikerin, Justizsenatorin, Präsidentin des Bundesverfassungsgerichts
- 1934: Peter Schamoni, deutscher Filmregisseur und Produzent

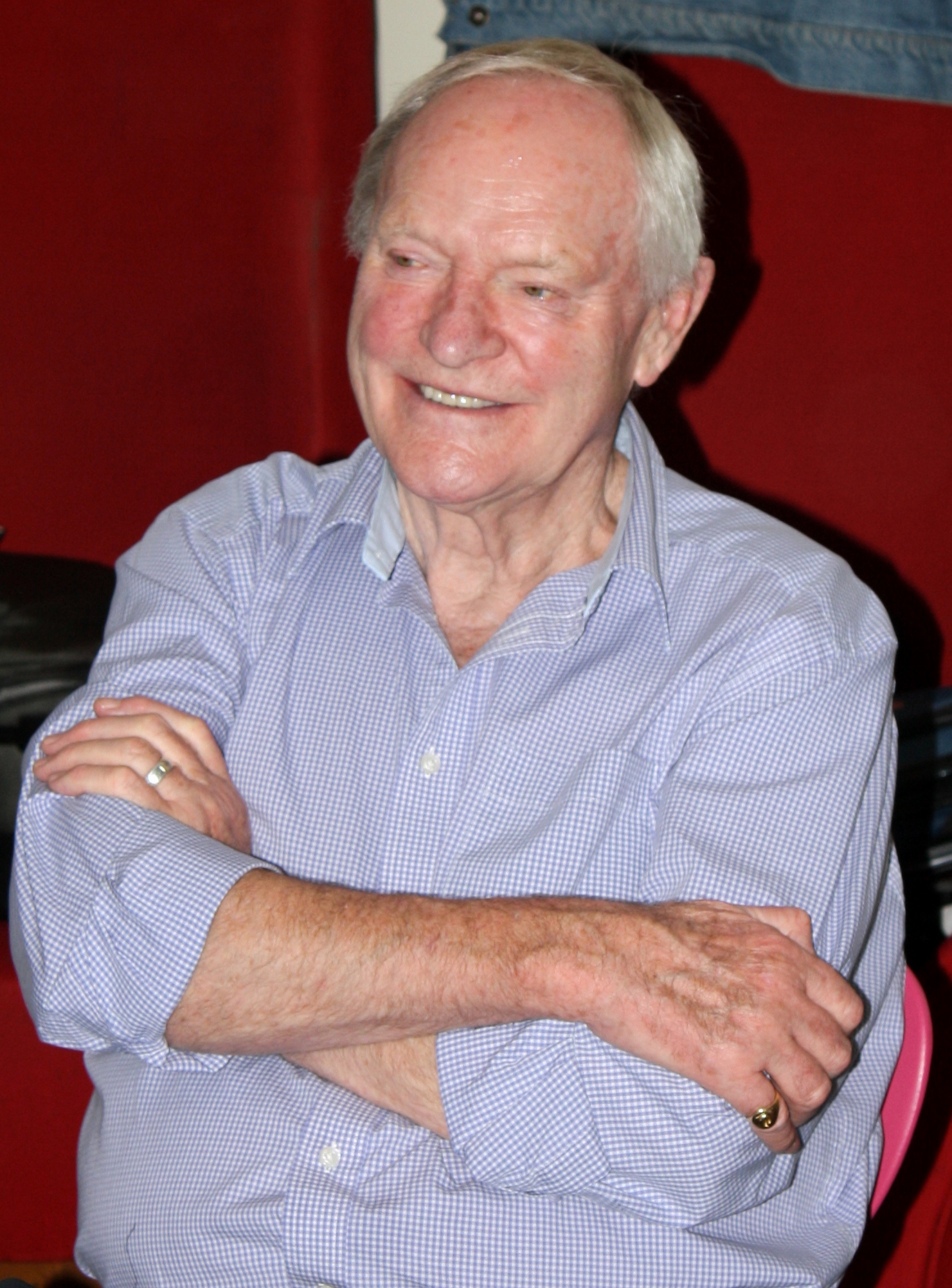
Julian Glover (* 1935)

- 1935: Julian Glover, britischer Schauspieler
- 1935: Gerhard Gottschalk, deutscher Mikrobiologe und Genomforscher
- 1936: Leonore Ackermann, deutsche Politikerin
- 1936: Edeltraud Eiberle, deutsche Leichtathletin
- 1936: Otmar Issing, deutscher Ökonom, Bankmanager, Direktoriumsmitglied der Europäischen Zentralbank (EZB)
- 1936: Malcolm Goldstein, US-amerikanischer Komponist, Violinist und Improvisationsmusiker
- 1937: Genpei Akasegawa, japanischer avantgardistischer Künstler und Schriftsteller
- 1937: Johnny Copeland, US-amerikanischer Bluesmusiker
- 1937: Juli Fait, sowjetischer bzw. russischer Filmregisseur
- 1937: Francesco Janich, italienischer Fußballspieler
- 1937: Alan Hawkshaw, britischer Musiker
- 1937: Carlo Pietromarchi, italienischer Autorennfahrer
- 1938: Hansjörg Schneider, Schweizer Schriftsteller und Dramatiker
- 1939: Eugen Brixel, österreichischer Komponist für Blasmusik
- 1939: Vasilios Makridis, griechischer Skirennläufer und Biathlet
- 1939ː Regina Veloso, portugiesische Schwimmerin
- 1940: Silvano Bertini, italienischer Boxer
- 1940: Derrick Morgan, jamaikanischer Sänger
- 1940: Sandro Munari, italienischer Rallye-Fahrer
- 1940: Austin Pendleton, US-amerikanischer Schauspieler
- 1940: Klaus Peter, deutscher Hammerwerfer
- 1941: Kurt Felix, Schweizer Lehrer, Schriftsteller, Regisseur und Moderator

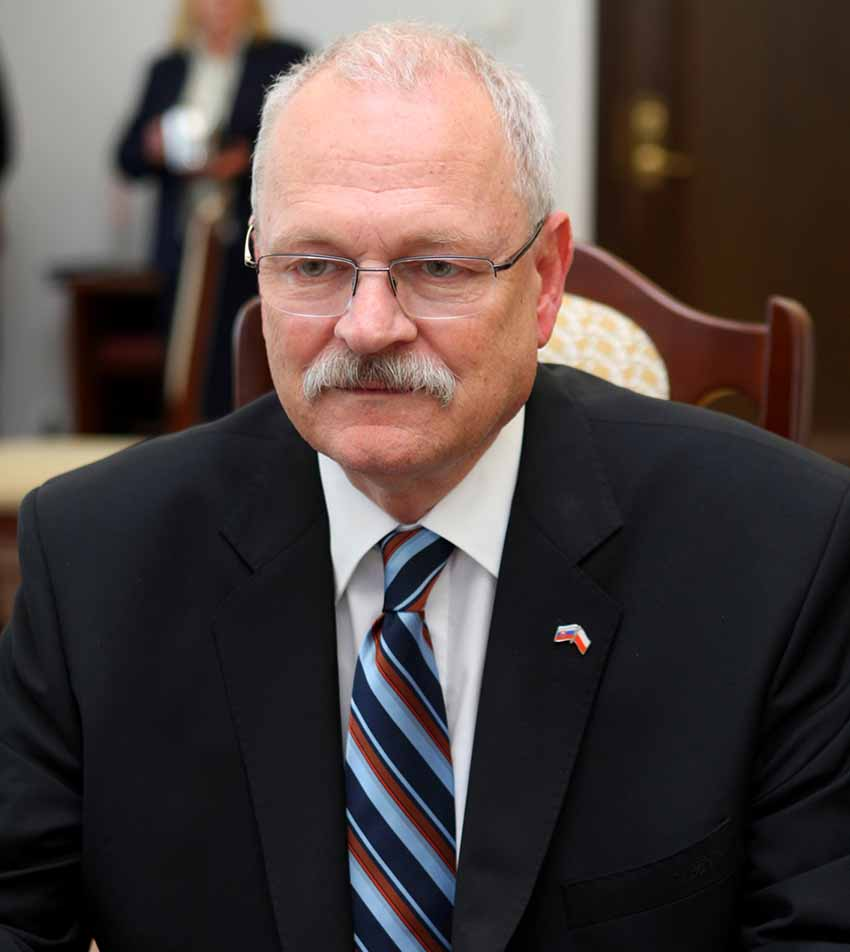
Ivan Gašparovič (* 1941)

- 1941: Ivan Gašparovič, slowakischer Politiker und Staatspräsident
- 1941: Liese Prokop, österreichische Sportlerin und Politikerin
- 1942: Hendrik Brocks, indonesischer Radrennfahrer
- 1942: John E. Sulston, britischer Biologe und Nobelpreisträger
- 1942: Michael York, britischer Schauspieler
- 1943: Romedi Arquint, schweizerischer Theologe, Lehrer und Politiker
- 1943: Wolfgang Nowak, deutscher Jurist und Politiker
- 1944: Jesse Brown, US-amerikanischer Politiker
- 1944: Enrique Barón Crespo, spanischer Politiker und EU-Politiker, Präsident des Europäischen Parlaments
- 1945: Anna Mae Aquash, indianische Aktivistin
- 1945: Harry Rowohlt, deutscher Schriftsteller, Kolumnist, Übersetzer, Rezitator und Schauspieler
- 1945: Elżbieta Żebrowska, polnische Leichtathletin
- 1946: Michael Aris, britischer Historiker und Tibetologe
- 1946: Andy Bown, britischer Komponist und Keyboarder der Rockgruppe Status Quo
- 1946: Olaf Malolepski, deutscher Schlagersänger
- 1947: Jochen Aido, deutscher Fußballspieler
- 1947: Aad de Mos, niederländischer Fußballtrainer
- 1947: Brian Jones, britischer Flugpionier
- 1948: Lars Åberg, schwedischer Organist, Chorleiter und Komponist
- 1948: Jens-Peter Bonde, dänischer Politiker

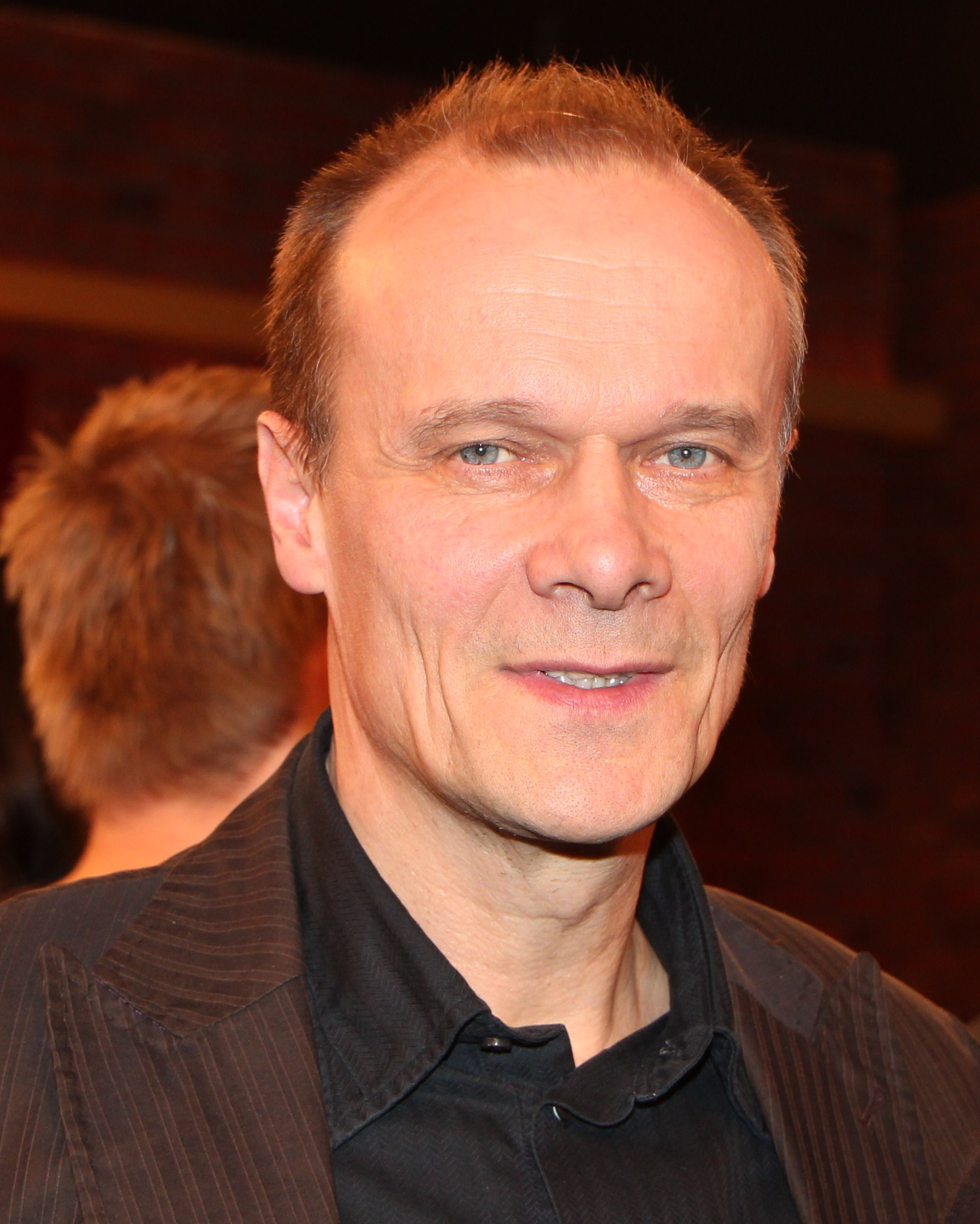
Edgar Selge (* 1948)

- 1948: Winfried Mertens, deutscher Brigadegeneral des Heeres der Bundeswehr
- 1948: Edgar Selge, deutscher Schauspieler
- 1949: Verena Diener, Schweizer Politikerin
- 1949: John Lagrand, niederländischer Mundharmonikaspieler
- 1949: Poul Ruders, dänischer Komponist
- 1949: Dubravka Ugrešić, kroatische Schriftstellerin
- 1949: Eberhard Walde, deutscher Politiker
- 1950: Tony Banks, britischer Musiker und Keyboarder (Genesis)
- 1950: David Edgar, US-amerikanischer Schwimmer und Olympiasieger
- 1950: Maria Ewing, US-amerikanische Opernsängerin
- 1950: Burk Mertens, deutscher Radiomoderator und Karnevalist

#### 1951–1975
- 1951: Herbert Anderl, österreichischer Beamter
- 1951: Alfried Längle, österreichischer Arzt
- 1951: Jürgen Muche, deutscher Fußballspieler und Pädagoge
- 1951: Guus Ponsioen, niederländischer Sänger und Komponist
- 1951: Jürgen Valdeig, deutscher Kunstmaler und Verleger
- 1952: Astrid Birkhahn, deutsche Politikerin
- 1952: Georg Cremer, deutscher Volkswirtschaftler und Caritas-Funktionär
- 1952: Felix Haug, Schweizer Popmusiker
- 1952: Pamela Roylance, US-amerikanische Schauspielerin
- 1952: Maria Schneider, französische Schauspielerin

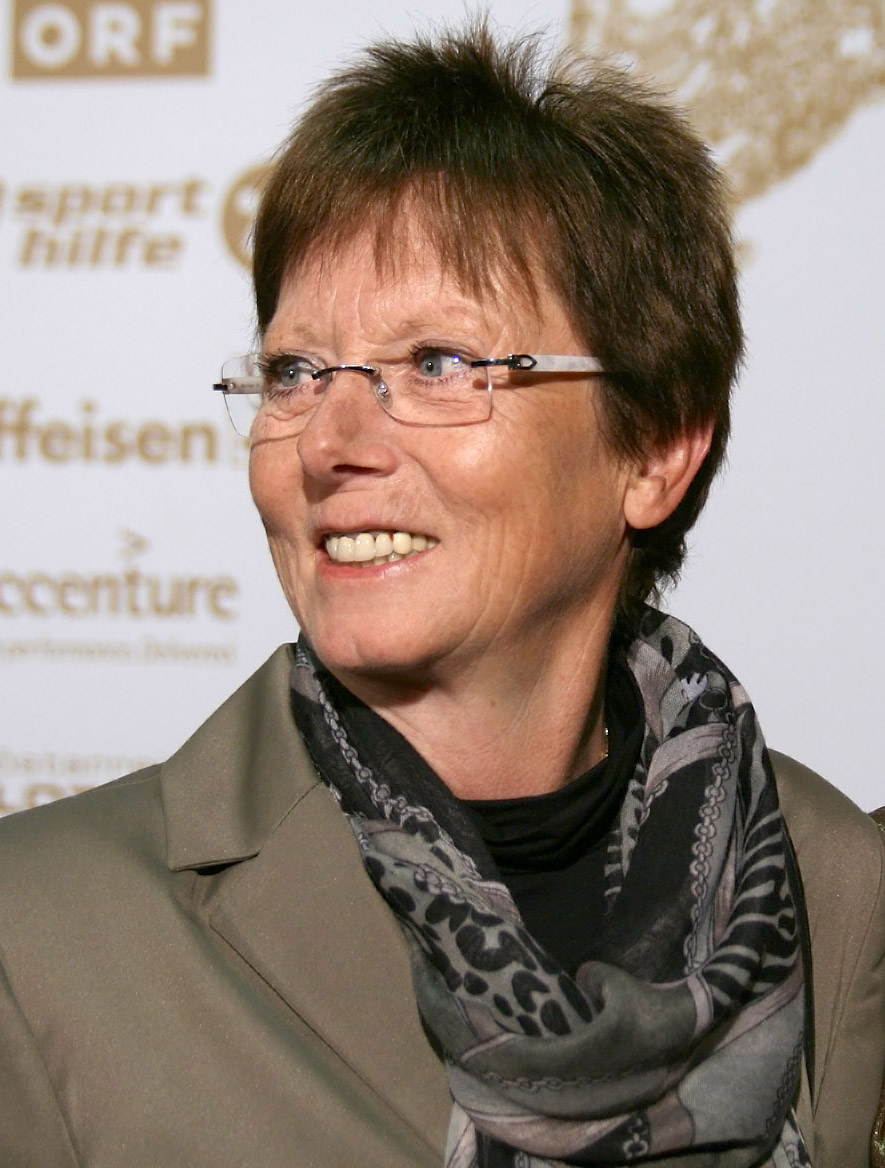
Annemarie Moser-Pröll (* 1953)

- 1953: Annemarie Moser-Pröll, österreichische Skiläuferin
- 1953: Norbert Müller-Everling, deutscher Bildhauer
- 1953: Ulrich Grosse, deutscher Nahverkehrsberater
- 1954: Gerard Batten, britischer Politiker, MdEP
- 1954: Herbert Hein, deutscher Fußballspieler
- 1954: Helge Iberg, norwegischer Komponist und Jazzpianist
- 1955: Gisela Anton, deutsche Physikerin
- 1955: Rüdiger Geserick, deutscher Manager
- 1955: Patrick McCabe, irischer Schriftsteller
- 1955: Bogdan Mizerski, polnischer Komponist, Kontrabassist und Autor
- 1955: Susan Neiman, US-amerikanische Philosophin

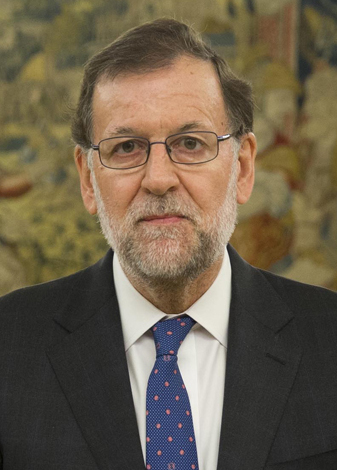
Mariano Rajoy (* 1955)

- 1955: Mariano Rajoy, spanischer Politiker
- 1955: Christian Sarron, französischer Motorradrennfahrer
- 1955: Lothar Steinhauer, deutscher Fußballspieler und Manager
- 1956: Mart Opmann, estnischer Politiker und Unternehmer
- 1956: Axel Richter, deutscher Eishockeytorwart
- 1956: Klaus Vogel, deutscher Kulturwissenschaftler und Museumsleiter
- 1956: Thomas Wassberg, schwedischer Skilangläufer
- 1957: Clark Ross, kanadischer Komponist, Gitarrist und Musikpädagoge
- 1957: Joachim Vetter, deutscher Jurist
- 1958: Didier de Radiguès, belgischer Rennfahrer
- 1959: Petra Heß, deutsche Politikerin, MdL, MdB
- 1960: Sabine Arnhold, deutsche Schauspielerin, Synchron- und Hörspielsprecherin
- 1960: Vera Kaa, Schweizer Sängerin
- 1960: Hans Pflügler, deutscher Fußballspieler
- 1960ː Sylvie Paycha, französische Mathematikerin und mathematische Physikerin
- 1960: Manon Straché, deutsche Schauspielerin
- 1961: Giesbert Damaschke, deutscher Germanist und Publizist
- 1961: Takahiro Matsumoto, japanischer Gitarrist, Songschreiber und Komponist
- 1961: Tony Rominger, Schweizer Radrennfahrer
- 1962: Kevin J. Anderson, US-amerikanischer Science-Fiction-Schriftsteller
- 1962: Jann Arden, kanadische Sängerin und Musikerin
- 1962: Christian Habekost, deutscher Kabarettist
- 1962: Christoph Langen, deutscher Bobfahrer und -trainer, zweifacher Olympiasieger
- 1963: Dave Koz, US-amerikanischer Saxofonist und Radio-Moderator
- 1963: Jörg Michael, deutscher Heavy-Metal-Schlagzeuger
- 1963: Gary Stevens, englischer Fußballspieler

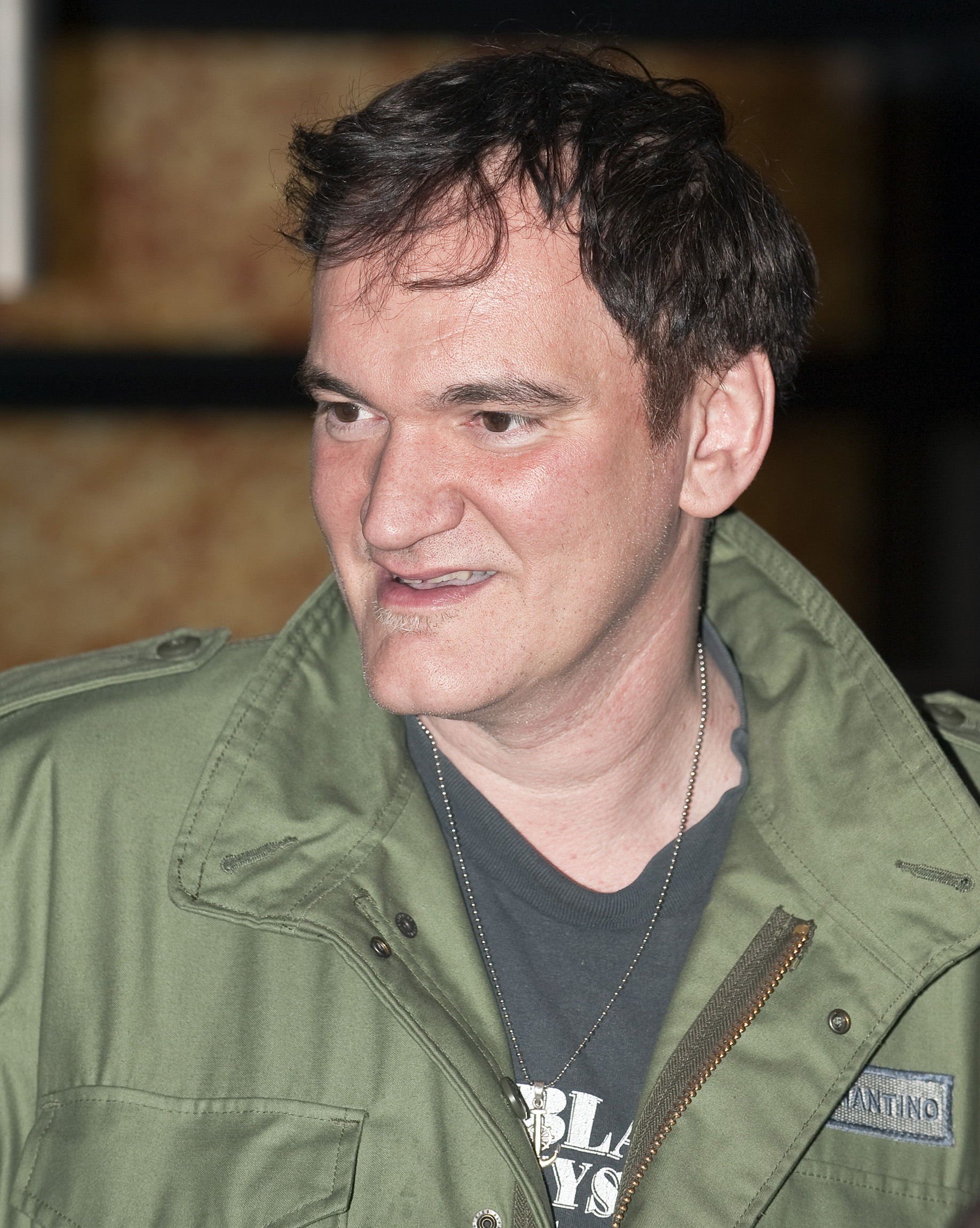
Quentin Tarantino (* 1963)

- 1963: Quentin Tarantino, US-amerikanischer Regisseur, Schauspieler und Drehbuchautor
- 1963: Xuxa, brasilianische Fernsehmoderatorin, Schauspielerin und Sängerin
- 1964: Karin Angerer, deutsche Juristin
- 1964: Carolin van Bergen, deutsche Schauspielerin und Synchronsprecherin
- 1964: Alexander Golubjow, sowjetisch-russischer Skilangläufer
- 1964: Peter Hartwig, deutscher Filmproduzent und Filmproduktionsleiter
- 1964: Sebastian Holecek, österreichischer Opernsänger
- 1964: Ralf Lusiardi, deutscher Archivar und Historiker
- 1964: Hartwig Mauritz, deutscher Autor
- 1964: Kad Merad, französischer Filmschauspieler und Drehbuchautor
- 1964: Sukhvinder Singh Sukhu, indischer Politiker
- 1967: Johannes Jung, deutscher Politiker, MdB
- 1967: Talisa Soto, US-amerikanische Schauspielerin und Fotomodell
- 1968: Wolfgang Schwenke, deutscher Handballspieler und -trainer
- 1969: Gianluigi Lentini, italienischer Fußballspieler
- 1969: Pauley Perrette, US-amerikanische Schauspielerin
- 1969: Mariah Carey, US-amerikanische Sängerin
- 1970: Elizabeth Mitchell, US-amerikanische Schauspielerin
- 1970: Marianne Kjørstad, norwegische Skirennläuferin
- 1970: Steffen Rau, deutscher Fußballtrainer
- 1970: Uwe Rosenberg, deutscher Spieleautor

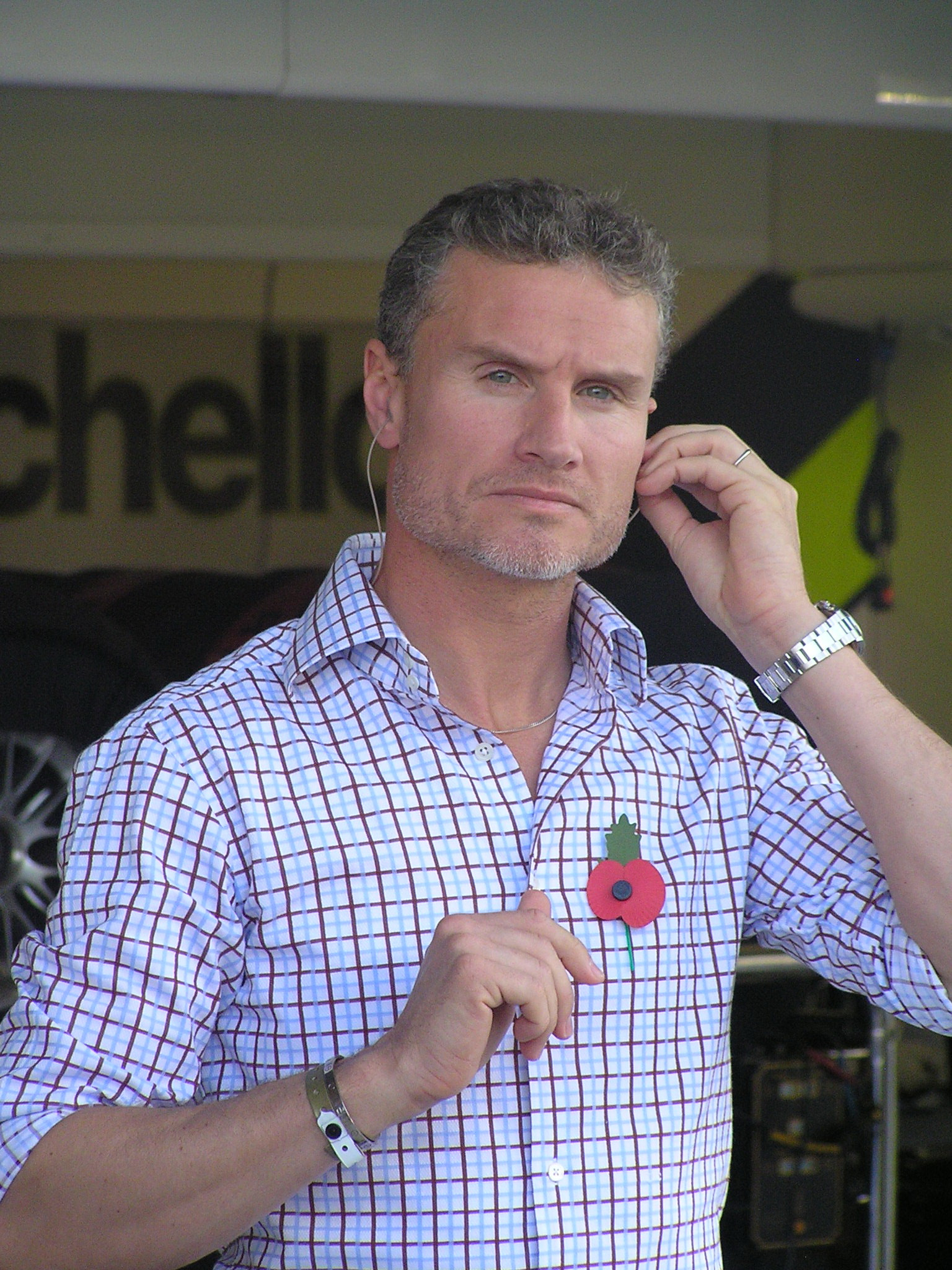
David Coulthard (* 1971)

- 1971: David Coulthard, britischer Formel-1-Rennfahrer
- 1971: Nathan Fillion, kanadischer Schauspieler
- 1972: Aziz Acharki, deutscher Taekwondo-Trainer
- 1972: Jimmy Floyd Hasselbaink, niederländischer Fußballspieler
- 1973: Christel van Berkel-Verstegen, niederländische Bogenschützin
- 1973: Rui Jorge, portugiesischer Fußballspieler
- 1973: Pablo Pozo, chilenischer Fußballschiedsrichter
- 1974: Sandra Ahrens, deutsche Politikerin
- 1974: Christophe Cresp, französischer Unternehmer und Autorennfahrer
- 1974: Joan Horrach, spanischer Radrennfahrer
- 1974: Felicitas von Lovenberg, deutsche Journalistin
- 1974: Gaizka Mendieta, spanischer Fußballspieler
- 1974: Christian Rhoden, deutscher Hochspringer
- 1975: Fergie, US-amerikanische Sängerin (Black Eyed Peas), Songwriterin und Schauspielerin
- 1975: Christian Fiedler, deutscher Fußballspieler
- 1975: Konstanze Kemnitzer, deutsche evangelische Theologin
- 1975: Paul Pöchhacker, österreichischer Parteifunktionär und Wahlkampfmanager

#### 1976–2000

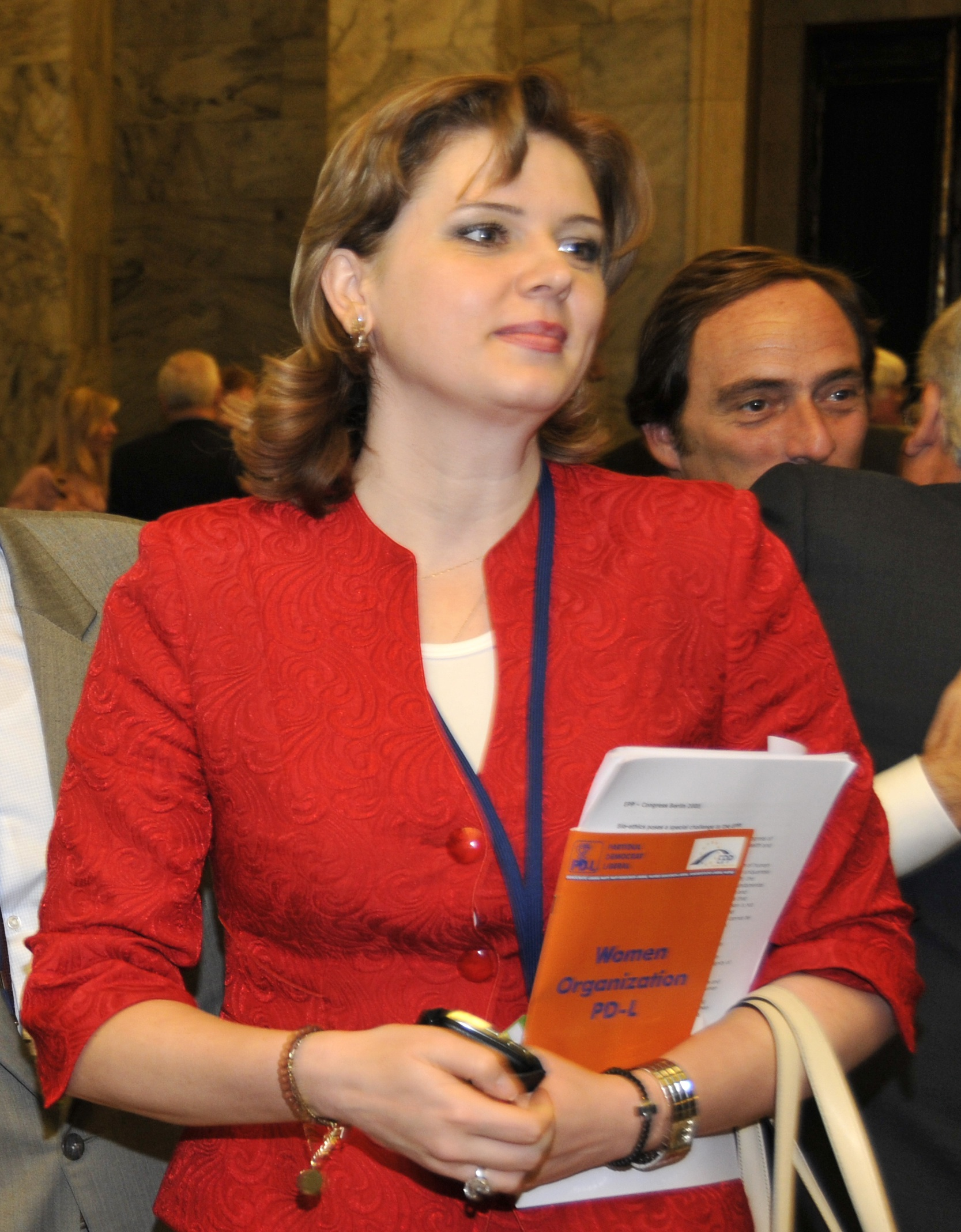
Roberta Anastase (* 1976)

- 1976: Roberta Anastase, rumänische Politikerin
- 1976: Adrian Anca, rumänischer Fußballspieler und -trainer
- 1976: Samu Gryllus, ungarischer Bassgitarrist, Soundpainter, Komponist und Dirigent
- 1977: Priya Basil, britische Autorin
- 1977: Ada Mae Johnson, US-amerikanische Pornodarstellerin
- 1977: Kheïreddine Madoui, algerischer Fußballspieler und -trainer
- 1977: Vítor Meira, brasilianischer Rennfahrer
- 1977: Juraj Minčík, slowakischer Kanute
- 1977: Nils Winter, deutscher Leichtathlet
- 1978: Leo Aberer, österreichischer Popmusiker
- 1978: Claire Levacher, französische Dirigentin
- 1979: Ilona Brokowski, deutsche Synchronsprecherin
- 1980: Nicolas Duvauchelle, französischer Schauspieler
- 1980: Stefan Feth, deutscher Tischtennisspieler
- 1980: Bernd Kaintz, österreichischer Fußballspieler
- 1981: Martin Abentung, österreichischer Rennrodler
- 1981: Cacau, brasilianisch-deutscher Fußballspieler
- 1981: Sven Riederer, Schweizer Triathlet
- 1981: Tobias Schenke, deutscher Schauspieler
- 1982: Veijo Viinikka, finnischer Dartspieler
- 1983: Kumaran Ganeshan, deutscher Schauspieler
- 1984: Brett Holman, australischer Fußballspieler
- 1984: Stine Pilgaard, dänische Schriftstellerin
- 1985: Chadschimurat Magomedowitsch Akkajew, russischer Gewichtheber
- 1985: Anton Ameltschanka, belarussischer Fußballspieler
- 1985: Dario Baldauf, österreichischer Fußballspieler
- 1985: Alison Carroll, britische Turnerin und Schauspielerin
- 1985: Paul Meijer, niederländischer Rennfahrer
- 1985: David Navara, tschechischer Schachspieler
- 1985: Marylu-Saskia Poolman, niederländische Schauspielerin
- 1986: Jan van Berkel, Schweizer Triathlet
- 1986: Dan Bull, britischer Rapper und Songschreiber
- 1986: Baby M, Kind einer US-amerikanischen Leihmutter

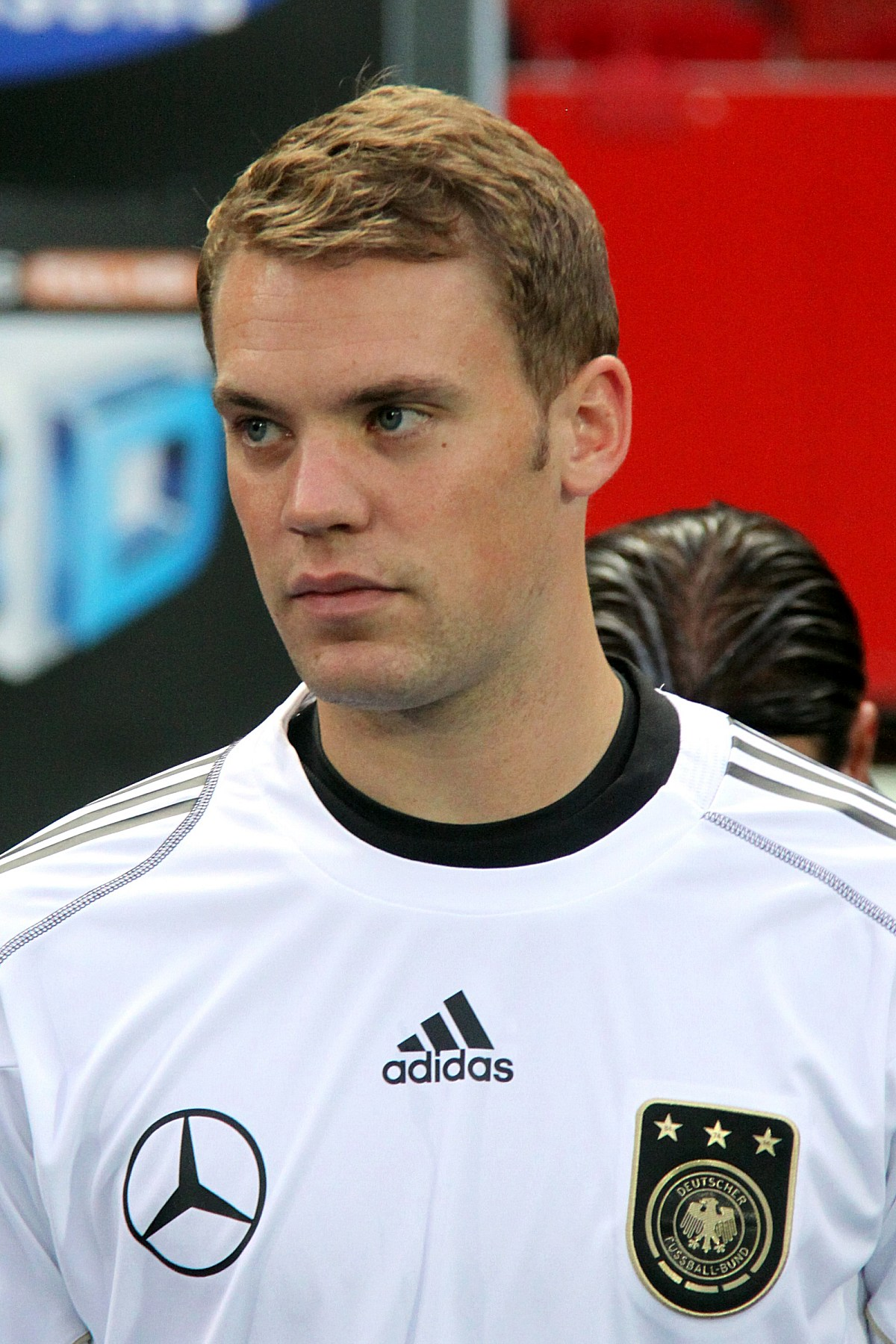
Manuel Neuer (* 1986)

- 1986: Manuel Neuer, deutscher Fußballspieler
- 1988: Holliday Grainger, britische Schauspielerin
- 1988: Jessie J, britische Popmusikerin und Rapperin
- 1988: Brenda Song, US-amerikanische Schauspielerin und Sängerin
- 1989: Jaka Ankerst, slowenischer Eishockeyspieler
- 1989: Nana Attakora-Gyan, kanadischer Fußballspieler
- 1989: Ólafur Gústafsson, isländischer Handballspieler
- 1989: Kyra Sophia Kahre, deutsche Schauspielerin
- 1989: Diego Rosa, italienischer Radrennfahrer
- 1990: Amir Abrashi, kosovarisch-schweizerischer Fußballspieler
- 1990: Joselu, spanischer Fußballspieler
- 1990: Cosima Lehninger, österreichische Schauspielerin
- 1990: Mateusz Zachara, polnischer Fußballspieler
- 1991: Matej Konôpka, slowakischer Autorennfahrer
- 1993: Luca Aerni, Schweizer Skirennfahrer
- 1993: Brandon Nimmo, US-amerikanischer Baseballspieler
- 1995: Taylor Atelian, US-amerikanische Schauspielerin
- 1997: Lalisa Manobal,  thailändische Sängerin
- 1998: Haji Wright, US-amerikanischer Fußballspieler
- 2000: Choi Yu-jung, südkoreanische Eishockeyspielerin
- 2000: Ewan Henderson, schottischer Fußballspieler
- 2000: Sophie Nélisse, kanadische Schauspielerin

### 21. Jahrhundert
- 2002: Dominik Grüllich, deutscher Dartspieler
- 2003: Sara Scattolo, italienische Biathletin
- 2006: Kaii Winkler, deutsch-US-amerikanischer Schwimmer

## Gestorben

### Vor dem 18. Jahrhundert
- 0682: Zainab bint Ali, Enkelin des Propheten Mohammed
- 0718: Rupert von Salzburg, Bischof von Salzburg, Glaubensbote in Ostbayern und Salzburg
- 0853: Haymo, Bischof von Halberstadt
- 0916: Alduin I., Graf von Angoulême
- 0964: Arnulf I. der Große, Graf von Flandern
- 0973: Hermann Billung, Markgraf und zeitweilig Stellvertreter Ottos I. im Herzogtum Sachsen
- 1023: Gebhard I., Bischof von Regensburg
- 1045: Adalbero II., Graf von Ebersberg
- 1045: Al-Dschardscharai, Wesir der Fatimiden
- 1100: Adelhold, Propst der Stiftskirche von St. Blasius der Burg Dankwarderode zu Braunschweig
- 1113: Ulrich von Brünn, mährischer Fürst
- 1145: Albero II. von Lüttich, Bischof von Lüttich
- 1178: Frowin, Abt des Klosters Engelberg, Seliger der katholischen Kirche
- 1184: Giorgi III., König von Georgien
- 1198: Hugh de Nonant, Bischof von Coventry
- 1223: Raimund Roger, Graf von Foix und Gegner des Albigenserkreuzzuges
- 1249: Otto III. von Holland, Bischof von Utrecht
- 1323: Pierre d’Oron, Bischof von Lausanne
- 1329: Friedrich III. von Leuchtenberg, Fürstbischof von Eichstätt
- 1331: Guy de Penthièvre, Graf von Penthièvre
- 1336: William Airmyn, Bischof von Norwich und Lordkanzler
- 1378: Gregor XI., Papst
- 1390: Hedwig von Sagan, Königin von Polen und Herzogin von Liegnitz
- 1428: Johann Hemeling, Bürgermeister von Bremen
- 1428: Herbord Schene, deutscher Kanoniker und Chronist
- 1428: Otto II., Herzog von Pommern-Stettin
- 1462: Wassili II., Großfürst von Moskau
- 1479: Jorge Manrique, kastilischer Dichter
- 1482: Maria von Burgund, Herzogin von Burgund, Ehefrau von Maximilian von Habsburg, Kaiser des Heiligen Römischen Reiches
- 1532: Johann der Gute, Herzog von Oppeln und Ratibor
- 1535: Georg Tannstetter, deutscher Humanist, Astronom, Astrologe und Mediziner
- 1574: Takeda Nobutora, japanischer Feudalherr
- 1596: Friedrich IV., Herzog von Liegnitz
- 1597: Stanislaus Bornbach, polnischer Chronist
- 1610: Gerhard Scheben, deutscher Bildhauer
- 1613: Sigismund Báthory, Fürst von Siebenbürgen
- 1614: Christoph Murer, Schweizer Glasmaler, Buchillustrator und Dichter

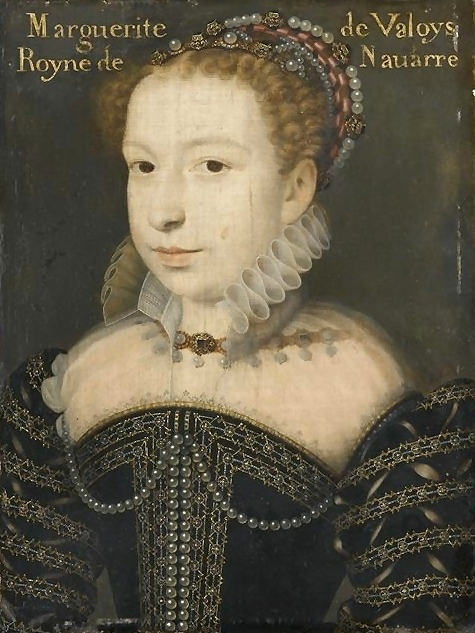
Margarete von Valois († 1615)

- 1615: Margarete von Valois, Königin von Frankreich und Navarra, Herzogin von Valois
- 1621: Benedetto Giustiniani, italienischer Kardinal der Römischen Kirche
- 1625: James I., englischer König
- 1629: George Carew, 1. Earl of Totnes, englischer Militär und Politiker
- 1629: Baldassare Maggi, Tessiner Architekt und Baumeister
- 1633: Statius von Münchhausen, deutscher Adliger, Unternehmer und Bauherr
- 1641: Heinrich Köhler, Lübecker Bürgermeister
- 1667: Franz Wesselényi, ungarischer Palatin und Rädelsführer
- 1679: Abraham Mignon, niederländischer Maler
- 1682: Joachim Ernst von Görzke, kurbrandenburgischer Generalleutnant

### 18. Jahrhundert
- 1713: Giovanni Carlone, italienischer Maler
- 1714: Anton Ulrich, Fürst von Braunschweig-Wolfenbüttel, Kunstmäzen und Schriftsteller
- 1714: Charlotte Amalie von Hessen-Kassel, Königin von Dänemark
- 1715: August, Herzog von Sachsen-Merseburg-Zörbig
- 1717: Margaretha Susanna von Kuntsch, deutsche Schriftstellerin
- 1729: Leopold, Herzog von Lothringen und Bar
- 1737: Wachtang VI., georgischer König und Wissenschaftler
- 1739: Hieronymus Florentinus Quehl, deutscher Komponist und Organist
- 1743: Theresia Emanuela von Bayern, Wittelsbacher Prinzessin
- 1757: Johann Stamitz, deutscher Geiger und Komponist
- 1759: August Johann Rösel von Rosenhof, deutscher Naturforscher und Miniaturmaler
- 1767: Johann Friedrich Hobbahn, württembergischer evangelischer Geistlicher, Dekan in Bietigheim
- 1770: Giovanni Battista Tiepolo, venezianischer Maler des Barock und Rokoko
- 1778: Nicolas Sébastien Adam, französischer Bildhauer
- 1778: Claude François Joseph d’Auxiron, französischer Ingenieur, Erfinder und Pionier der Dampfschifffahrt
- 1781: Eberhard Heinrich Daniel Stosch, deutscher reformierter Theologe

### 19. Jahrhundert
- 1809: Joseph-Marie Vien, französischer Maler

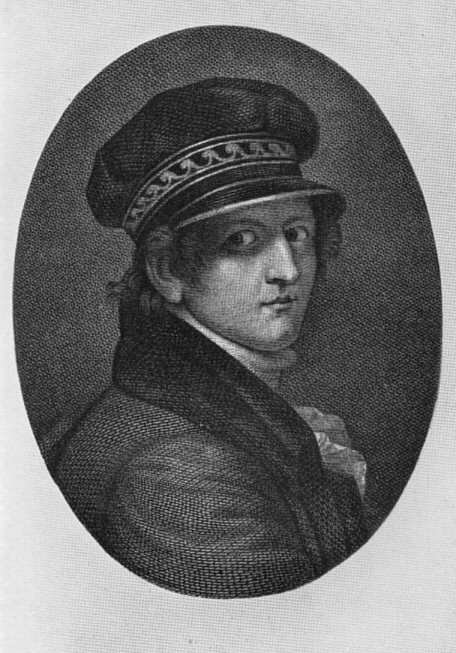
Gerhard von Kügelgen († 1820)

- 1820: Gerhard von Kügelgen, deutscher Porträt- und Historienmaler
- 1824: Louis-Marie de La Révellière-Lépeaux, französischer Politiker und Mitglied des Direktoriums
- 1828: Johann Gottfried Tulla, deutscher Ingenieur in Baden, verantwortlich für die Begradigung des Oberrheins
- 1832: Franz Niklaus König, Schweizer Maler
- 1837: Pierre Coudrin, französischer Priester und Ordensgründer

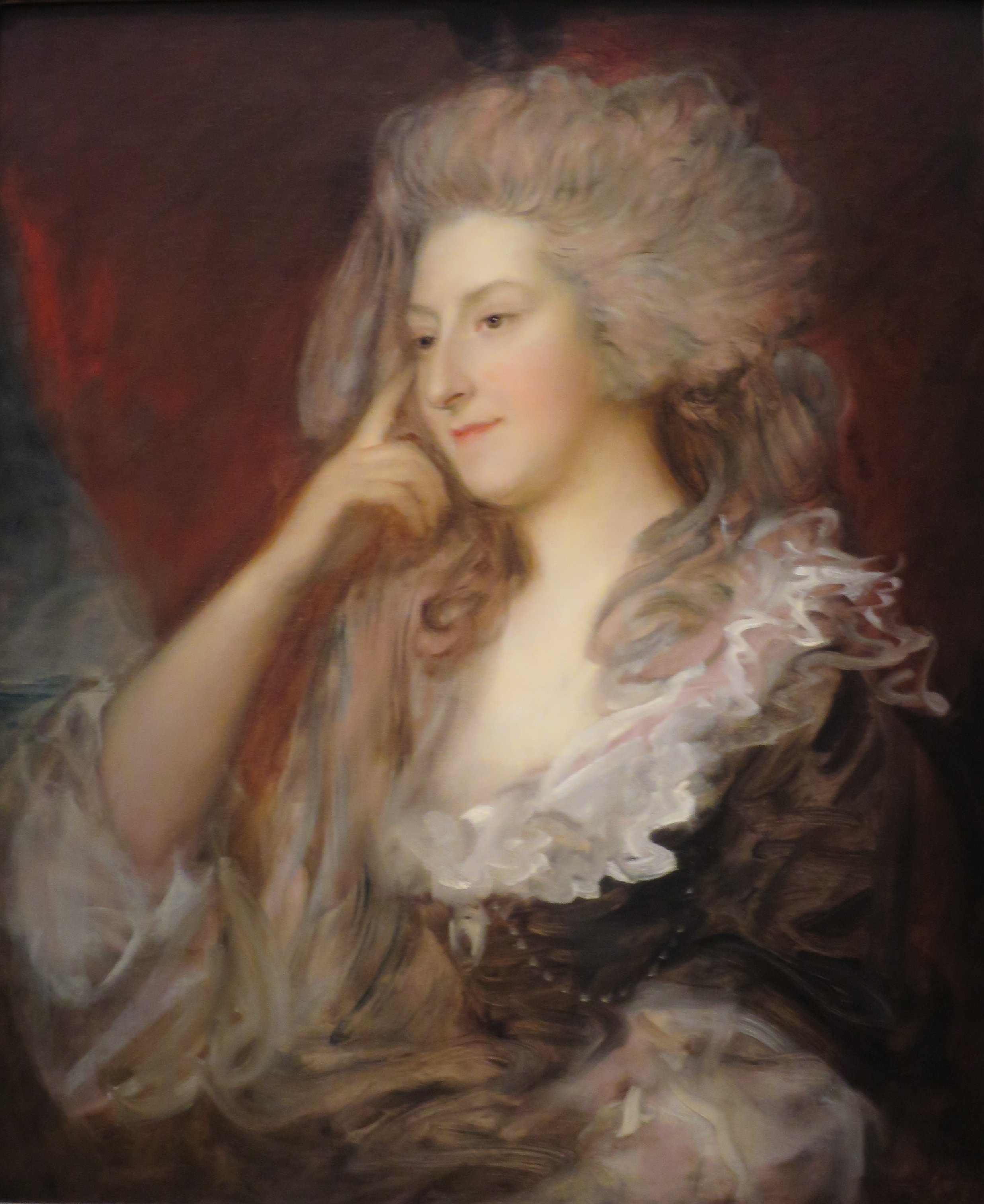
Maria Fitzherbert († 1837)

- 1837: Maria Fitzherbert, erste Ehefrau des späteren Königs Georg IV. von Großbritannien
- 1838: Ludwig Georg Winter, deutscher Politiker, badischer Beamter, Minister und Reformer
- 1840: Philipp Albert Stapfer, Schweizer Politiker, Diplomat und Theologe
- 1843: Jakob Gauermann, deutscher Maler, Zeichner und Kupferstecher
- 1848: Wilhelm Heinrich Ackermann, deutscher Pädagoge
- 1848: Röttger von Veltheim, deutscher Gutsherr und Privatgelehrter
- 1850: Wilhelm Beer, deutscher Bankier und Astronom
- 1853: Johann Adam Ackermann, deutscher Landschaftsmaler
- 1854: Karl III., Herzog von Parma
- 1858: Jean-Guillaume Audinet-Serville, französischer Entomologe

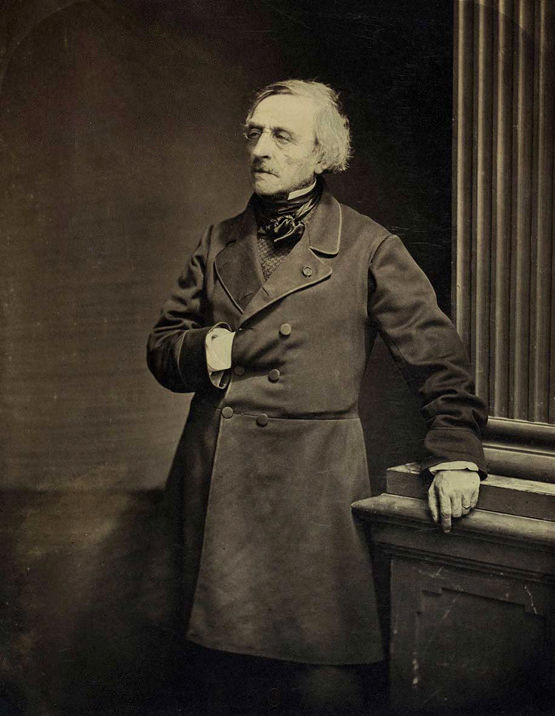
Jean-Jacques Ampère (* 1864)

- 1864: Jean-Jacques Ampère, französischer Historiker, Philologe und Schriftsteller
- 1873: Joseph-Louis-Elzéar Ortolan, französischer Jurist und Schriftsteller
- 1875: Edgar Quinet, französischer Schriftsteller und Historiker
- 1878: George Gilbert Scott, britischer Architekt
- 1880: Nils Johan Andersson, schwedischer Botaniker
- 1881: Anton Ehrlich, deutscher Orgelbauer
- 1882: Thomas Jones Barker, englischer Maler
- 1882: Stephen A. Hurlbut, US-amerikanischer Politiker, Diplomat und Kommandeur
- 1882: Jørgen Moe, norwegischer Schriftsteller und Geistlicher
- 1882: Mütercim Mehmed Rüşdi Pascha, Großwesir des Osmanischen Reiches
- 1884: Richard Böhm, deutscher Zoologe und Entdecker
- 1886: Anton Ambrož, tschechischer Komponist, Militärkapellmeister und Posaunist
- 1886: Julian Schmidt, deutscher Literaturhistoriker
- 1886: Henry Taylor, britischer Dramatiker und Kolonialbeamter
- 1889: John Bright, britischer Politiker
- 1891: Christo Beltschew, bulgarischer Dichter und Politiker
- 1892ː Jewgenija Tur, russische Schriftstellerin
- 1894: Verney Lovett Cameron, britischer Afrikaforscher
- 1896: Fritz Rieter-Bodmer, Schweizer Kaufmann
- 1898: Ida Hinckeldeyn, deutsche Schulleiterin

### 20. Jahrhundert

#### 1901–1950
- 1907: Pierre Denis, französischer Kommunarde
- 1909: Julius Kautz, ungarischer Nationalökonom
- 1910: Alexander Agassiz, schweizerisch-US-amerikanischer Geologe und Anatom

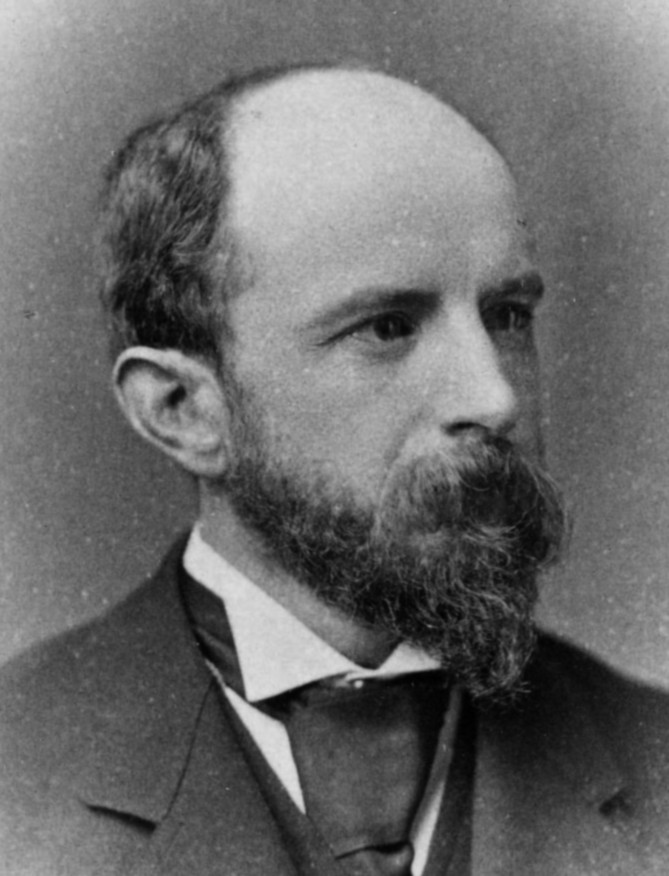
Henry Adams († 1918)

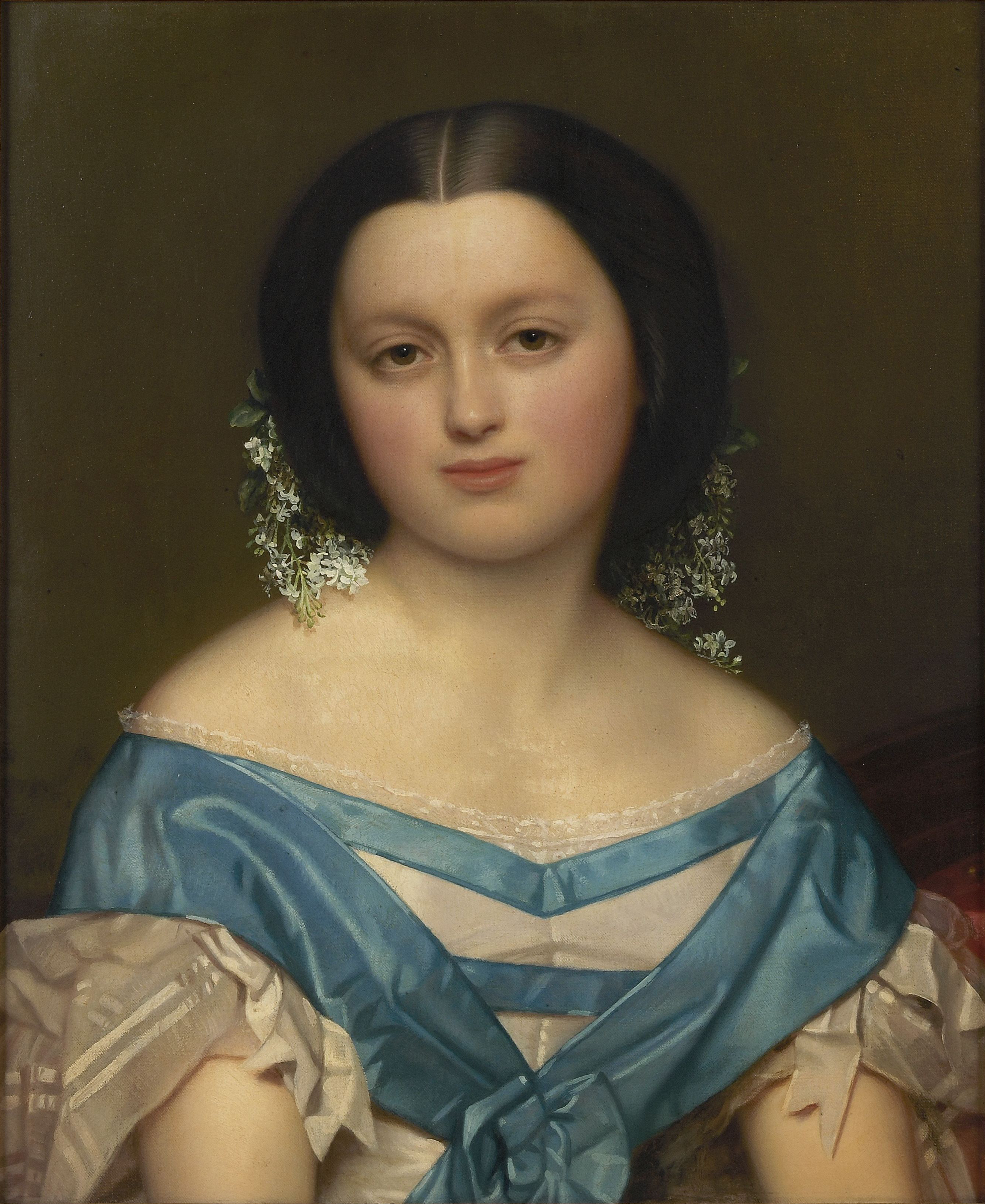
Henriëtte Mayer van den Bergh († 1920)

- 1918: Henry Adams, US-amerikanischer Historiker und Kulturphilosoph
- 1918: Martin Sheridan, US-amerikanischer Leichtathlet
- 1920: Henriëtte Mayer van den Bergh, belgische Kunstsammlerin, Mäzenatin und Kuratorin
- 1921: Karl Ernst Osthaus, deutscher Kunstmäzen
- 1922: Nikolai Alexandrowitsch Sokolow, russischer Komponist und Hochschullehrer
- 1923: James Dewar, britischer Physiker und Chemiker  (Dewar-Benzol, Dewar-Gefäß)
- 1924: Walter Parratt, britischer Organist, Musikpädagoge, Kirchenmusiker und Komponist
- 1926: Karl Bernhard Bamler, deutscher Meteorologe, Lehrer und Pionier des Freiballonfahrens
- 1927: Ernst Müller, Schweizer evangelischer Geistlicher und Bühnenautor
- 1928: Leslie Stuart, englischer Komponist
- 1931: Arnold Bennett, britischer Schriftsteller, Journalist, Kritiker und Essayist
- 1932: Elieser Steinbarg, russisch-rumänischer Schriftsteller
- 1934: Charlotte Barnum, US-amerikanische Mathematikerin
- 1934: Francis William Reitz, Präsident des Oranje-Freistaats und Außenminister der Südafrikanischen Republik
- 1935: Helene Gries-Danican, deutsche Malerin
- 1937: Axel Anderberg, schwedischer Architekt
- 1937: Eugène Grand, Schweizer Jurist und Politiker
- 1938: William Stern, deutscher Psychologe, Begründer der Differenziellen Psychologie und Erfinder des Intelligenzquotienten
- 1939: John Syz, Schweizer Unternehmer, Verbandsfunktionär und Politiker
- 1940: Franz und Erich Sass, Berliner Einbrecher
- 1941: Rita Strohl, französische Pianistin und Komponistin
- 1942: Heinrich Roman Abt, Schweizer Politiker
- 1942: Gonzalo Argüelles Bringas, mexikanischer Maler
- 1942: Paul Gustav Wilhelm Arras, deutscher Lehrer, Archivar und Heimatforscher
- 1943: Grigori Jakowlewitsch Bachtschiwandschi, sowjetischer Testpilot
- 1943: Franz Hoffmeister, deutscher katholischer Priester und Begründer des Sauerländer Heimatbundes und der Festspiele Balver Höhle
- 1945: Georg Angermaier, deutscher Jurist, Staatswissenschaftler und Widerstandskämpfer
- 1945: Carl Auffenberg, deutscher Jurist und Politiker
- 1945: Halid Ziya Uşaklıgil, türkischer Schriftsteller
- 1946: Octave Aubry, französischer Historiker und Schriftsteller
- 1946: Karl Groos, deutscher Philosoph und Psychologe
- 1947: Karl Bornhäuser deutscher evangelischer Theologe
- 1948: Karel Candael, belgischer Komponist, Dirigent und Musikpädagoge
- 1950: Johann Michael Bossard, Schweizer Künstler

#### 1951–2000
- 1963: Harry Piel, deutscher Filmschauspieler, Filmregisseur und Filmproduzent
- 1964: Wilhelm Arnoul, deutscher Politiker
- 1965ː Amelie Breling, deutsche Keramikerin, Bildhauerin und Malerin
- 1965: Dirk Lotsy, niederländischer Fußballspieler
- 1966: Karl König, österreichischer Anthroposoph
- 1967: Lucien Hussel, französischer Politiker und Résistant
- 1968: Juri Alexejewitsch Gagarin, sowjetischer Kosmonaut, erster Mensch im Weltraum
- 1968: Emil Podszus, deutscher Physiker, Ingenieur, Erfinder und Konstrukteur hochwertiger Lautsprecher
- 1969: Kurt Eichner, deutscher Politiker
- 1969: David Lloyd, walisischer Sänger (Tenor)
- 1970: Jacob Walcher, deutscher Politiker und Gewerkschafter

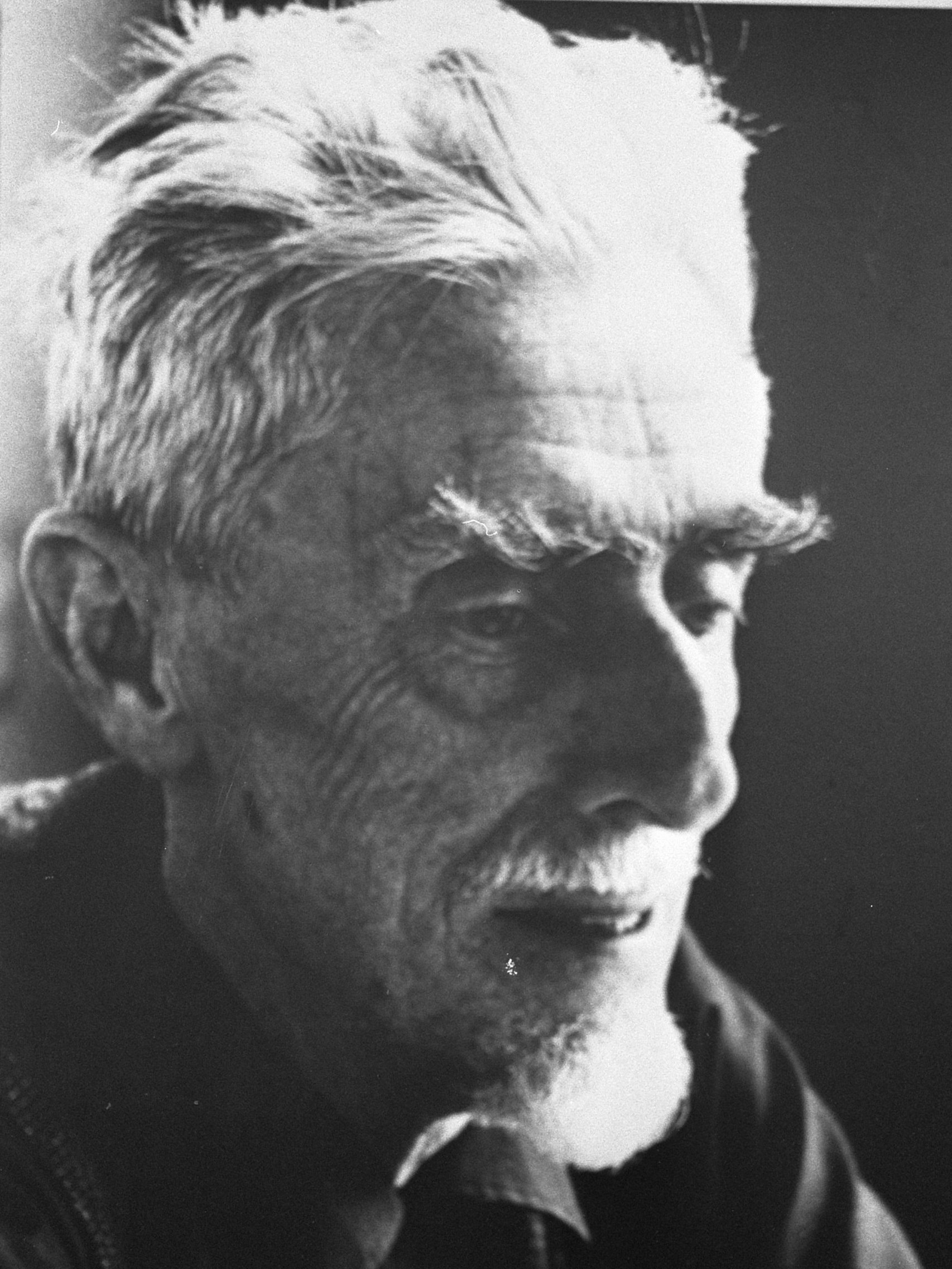
M. C. Escher († 1972)

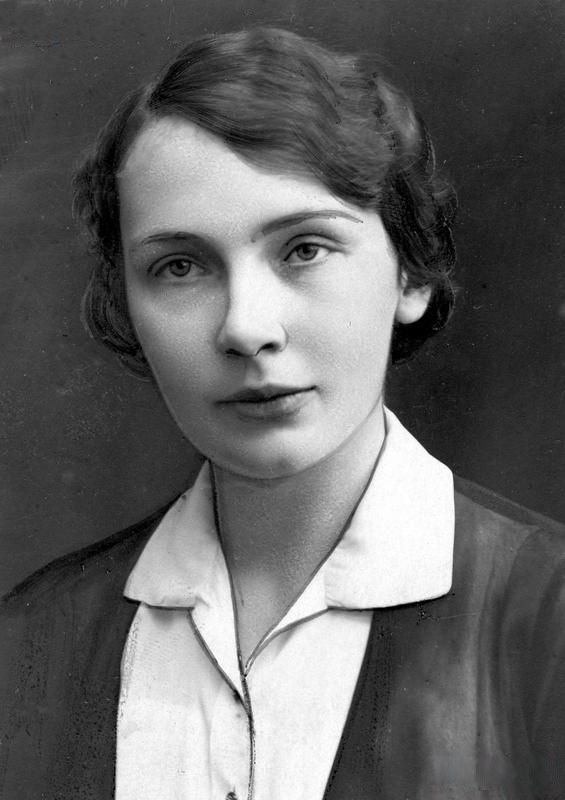
Hanna Malewska († 1983)

- 1972: M. C. Escher, niederländischer Künstler und Grafiker
- 1973: Bojan Ikonomow, bulgarischer Komponist
- 1973: Michail Kalatosow, georgisch-russischer Filmregisseur
- 1973: Maria Martins, brasilianische Künstlerin
- 1975: Arthur Bliss, britischer Komponist
- 1976: Georg-August Zinn, deutscher Jurist und Politiker, MdB, MdL, Landesminister, hessischer Ministerpräsident
- 1977: Benny Moten, US-amerikanischer Jazzbassist
- 1977: Gustav Schickedanz, deutscher Fabrikant und Unternehmer, Gründer des Versandhauses Quelle
- 1977: Shirley Graham Du Bois, US-amerikanisch-tansanische Komponistin und panafrikanische Aktivistin
- 1980: Arnold Agatz, deutscher Hafenbauingenieur und -direktor
- 1980: Philip Warren Anderson, US-amerikanischer Filmeditor
- 1980: Heinrich Roloff, deutscher Bibliothekar
- 1981: Jakob Ackeret, Schweizer Aerodynamiker
- 1981: Preben Kaas, dänischer Schauspieler
- 1983: Jānis Ivanovs, lettischer Komponist
- 1983: Hanna Malewska, polnische Schriftstellerin
- 1985: Hans Kossatz, deutscher Karikaturist, Comiczeichner und Illustrator
- 1987: Max Spangenberg, deutscher Parteifunktionär
- 1988: Charles Willeford, US-amerikanischer Krimi-Schriftsteller
- 1989: Malcolm Cowley, US-amerikanischer Schriftsteller
- 1989: Cláudio Santoro, brasilianischer Komponist
- 1992: Lang Hancock, australischer Eisenerzmagnat
- 1992: Constant Pieterse, niederländischer Ruderer
- 1992: Harald Sæverud, norwegischer Komponist
- 1993: Kamal Hasan Ali, ägyptischer General und Politiker, Premierminister
- 1993: Charles Howard Anderson, US-amerikanischer Vielseitigkeitsreiter, Olympiasieger
- 1993: Erich Haeger, deutscher Faunist, Lepidopterologe und Lehrer

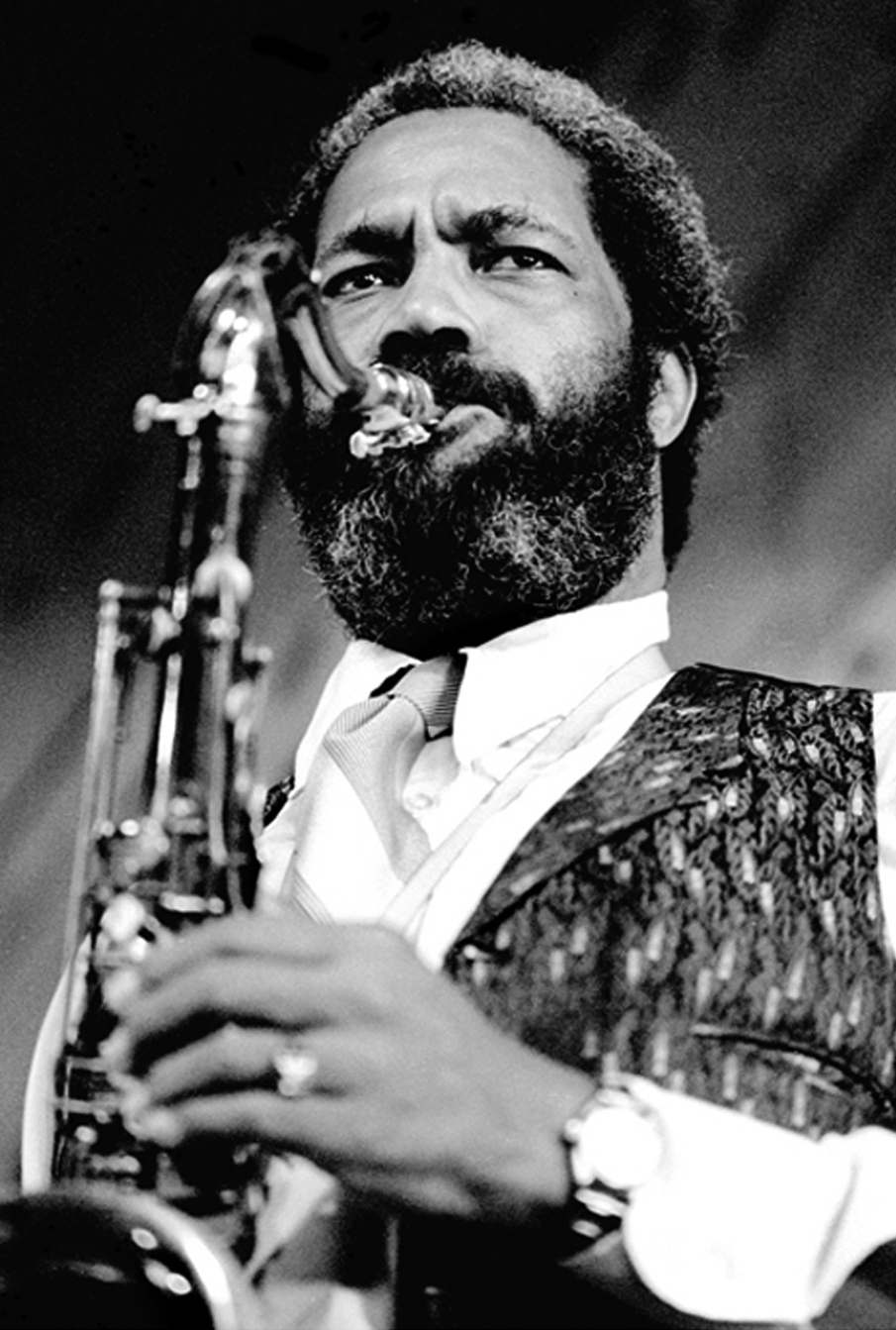
Clifford Jordan († 1993)

- 1993: Clifford Jordan, US-amerikanischer Jazz-Saxophonist
- 1995: Albert Drach, österreichischer Jurist und Schriftsteller
- 1997: Charles Lillard, kanadischer Dichter und Historiker
- 1997: Ella Maillart, Schweizer Sportlerin und Reiseschriftstellerin
- 1997: Lalisa Manobal, koreanische Sängerin und Tänzerin
- 1998: Rudolf Bachmann, deutscher Politiker, MdL
- 1998: Ferry Porsche, österreichischer Unternehmer im Automobilbau und Ingenieur
- 1999: Michael Aris, britischer Historiker und Tibetologe
- 2000: Ian Dury, britischer Musiker und Songwriter
- 2000: Bruno Hunziker, Schweizer Politiker
- 2000: Frank Strecker, deutscher Schauspieler, Regisseur und Autor

### 21. Jahrhundert
- 2001: Boris Wiktorowitsch Rauschenbach, russischer Physiker
- 2002: Matthias Beltz, deutscher Kabarettist und freier Autor
- 2002: Milton Berle, US-amerikanischer Schauspieler
- 2002: Dudley Moore, britischer Schauspieler
- 2002: Lotte Ulbricht, deutsche Parteifunktionärin in der DDR, Ehefrau von Walter Ulbricht
- 2002: Billy Wilder, US-amerikanischer Regisseur, Drehbuchautor und Produzent
- 2003: Winfried Holtmann, deutscher Radsportmanager und Journalist
- 2004: Dirk Reinartz, deutscher Fotograf und Dozent
- 2006: Werner Camichel, Schweizer Bobfahrer
- 2006: Peter Brogle, Schweizer Schauspieler
- 2006: Stanisław Lem,  polnischer Philosoph, Essayist und Science-Fiction-Autor
- 2006: Rudolf Vrba, slowakisch-britisch-kanadischer Pharmakologe, KZ-Flüchtling, slowakischer Widerstandskämpfer
- 2006: Peter Wells, australischer Musiker
- 2006: Ian Hamilton Finlay, britischer Künstler
- 2007: Karl Deres, deutscher Politiker, MdB
- 2007: Stefan Diestelmann, deutscher Bluesmusiker
- 2007: Bernard Henrichs, deutscher Priester, Dompropst der Hohen Domkirche zu Köln
- 2007: Paul Christian Lauterbur, US-amerikanischer Chemiker und Radiologe, Nobelpreisträger
- 2007: Faustino Oramas, kubanischer Musiker
- 2007: Joe Sentieri, italienischer Schlagersänger
- 2008: Jean-Marie Balestre, französischer Automobil- und Automobilsportfunktionär (FIA, FFSA und FISA)
- 2008: Ina Ender, deutsche Widerstandskämpferin, Vorführdame, Kriminalpolizistin
- 2010: Peter Herbolzheimer, deutscher Bandleader
- 2010: Heinz Höhne, deutscher Journalist, Sachbuchautor und Historiker
- 2010: Walter Schneider, deutscher Motorradrennfahrer
- 2010: Wassili Wassiljewitsch Smyslow, russisch-sowjetischer Schachspieler und Bariton, Schachweltmeister 1957 bis 1958
- 2011: Jeff Andrus, US-amerikanischer Drehbuchautor und Schriftsteller
- 2011: Clement Athelston Arrindell, Gouverneur von St. Kitts und Nevis
- 2011: Heiko R. Blum, deutscher Filmkritiker und Autor
- 2011: Farley Granger, US-amerikanischer Schauspieler
- 2012: Ademilde Fonseca, brasilianische Sängerin
- 2012: Adrienne Rich, US-amerikanische Dichterin, Schriftstellerin und Feministin
- 2013: Hjalmar Andersen, norwegischer Eisschnellläufer
- 2013: Stanko Zečević, bosnisch-herzegowinischer Fußballspieler

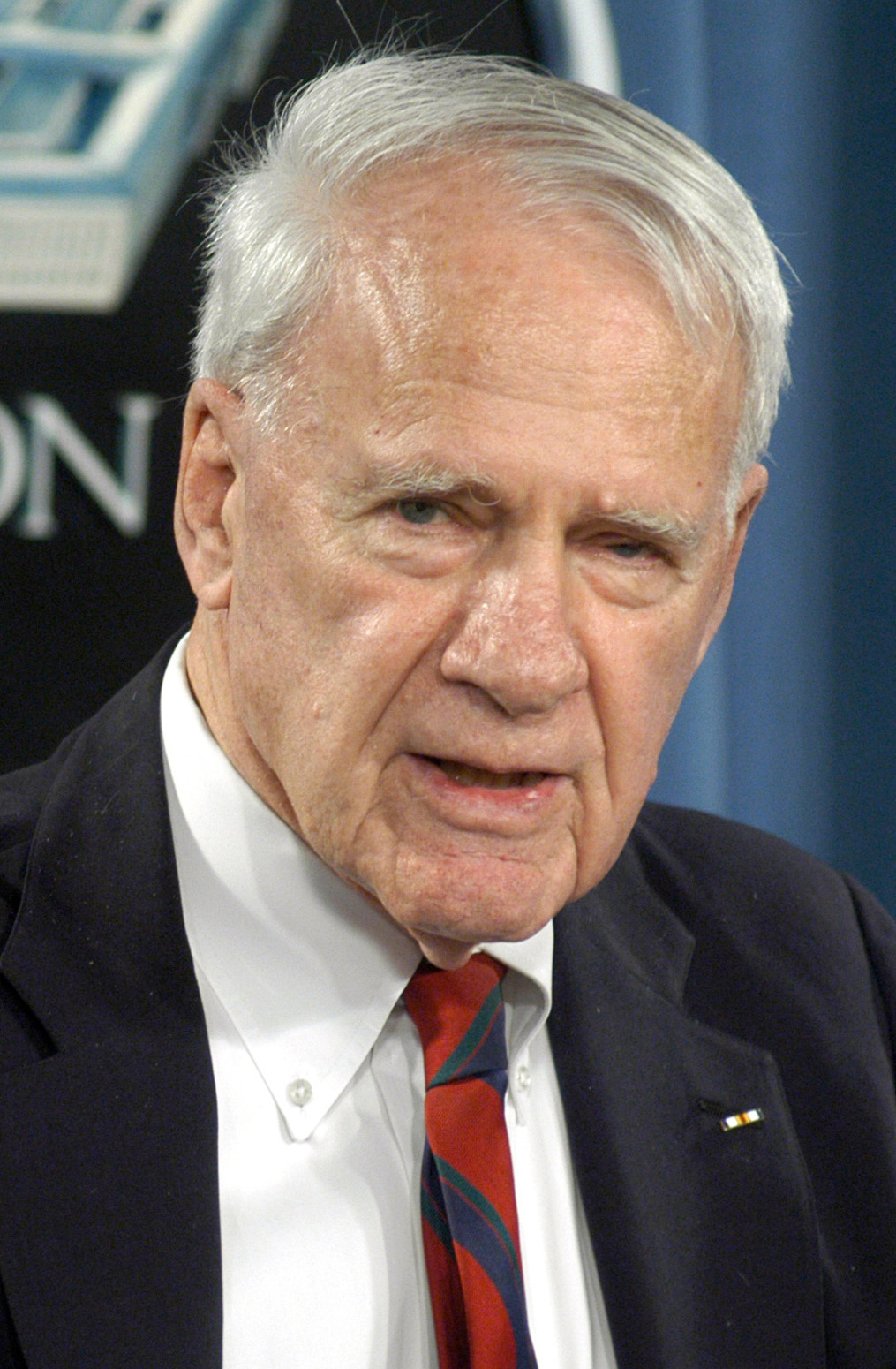
James R. Schlesinger († 2014)

- 2014: James R. Schlesinger, US-amerikanischer Politiker
- 2015: Rik Battaglia, italienischer Schauspieler
- 2016: Abraham Ashkenasi, US-amerikanischer Politikwissenschaftler
- 2016: Vince Boryla, US-amerikanischer Basketballspieler, -trainer, -funktionär und -scout
- 2017: Arthur Blythe, US-amerikanischer Jazzmusiker
- 2017: Rainer Kussmaul, deutscher Violinist und Konzertmeister
- 2017: David Storey, britischer Dramatiker, Romancier und Drehbuchautor
- 2018: Stéphane Audran, französische Schauspielerin
- 2018: Verena Grendelmeier, Schweizer Politikerin, Schauspielerin, Regisseurin, Fernsehmoderatorin und Journalistin
- 2018: Martin Haas, deutscher Journalist und Fernsehmoderator
- 2019: Waleri Bykowski, sowjetischer Kosmonaut
- 2020: Hamed Karoui, tunesischer Politiker
- 2020: Joseph Lowery, US-amerikanischer Pfarrer und Bürgerrechtler
- 2021: Odirlei Pessoni, brasilianischer Bobfahrer
- 2021: Sarah Whitmore, britische Dressurreiterin
- 2022: Hermann Gretener, Schweizer Radsportler
- 2022: Ayaz Mütəllibov, sowjetischer bzw. aserbaidschanischer Politiker
- 2022: Alexandra Iwanowna Sabelina, sowjetische Florettfechterin, Weltmeisterin, Olympiasiegerin
- 2022: Ferdinand Weiss, österreichischer Komponist, Dirigent und Musikpädagoge
- 2023: Carol Lavell, US-amerikanische Dressurreiterin
- 2023: Heinz Florian Oertel, deutscher Reporter, Moderator und Schauspieler
- 2023: Peggy Scott-Adams, US-amerikanische Blues- und Soul-Sängerin
- 2024: Sara Japhet, israelische Bibelwissenschaftlerin
- 2025ː Anna Matscher, italienische Sterneköchin (Südtirol)
- 2025ː Christina McKelvie, schottische Politikerin

## Feier- und Gedenktage
- Kirchliche Gedenktage
  - Rupertstag (römisch-katholisch, der evangelische Gedenktag des Rupert von Salzburg ist am 28. März)
  - Meister Eckhart, deutscher Ordensmann und Mystiker (evangelisch)

- Gedenktage internationaler Organisationen
  - Welttag des Theaters (Internationales Theaterinstitut)

Weitere Einträge enthält die Liste von Gedenk- und Aktionstagen.